# Ofensiva de Catalunya
L'ofensiva de Catalunya, també anomenada campanya de Catalunya o batalla de Catalunya, va ser una campanya militar desenvolupada entre el 23 de desembre de 1938 i el 13 de febrer del 1939 al territori català sota control republicà durant la Guerra Civil espanyola. Fou l'últim gran enfrontament del conflicte i va sentenciar la derrota republicana, que ja no seria capaç d'articular cap resistència.
El 26 de novembre de 1938, acabada la sagnant batalla de l'Ebre, el comandant en cap dels sublevats, Francisco Franco, va ordenar l'atac del territori de Catalunya que encara no controlava, a l'est dels rius Noguera Pallaresa, Segre i Ebre. Després d'un seguit de retards pel mal temps, les forces feixistes van iniciar una gran ofensiva el dia 23 de desembre per la zona del Segre, concentrant els esforços als caps de pont de Seròs i de Tremp.
La defensa republicana es va trencar a Seròs i els nacionals van aconseguir crear un esvoranc al front de 6 quilòmetres que va desballestar la línia defensiva. El 4 de gener de 1939, després de duríssims enfrontaments, el coronel Juan Perea va ordenar abandonar la línia de fortificacions L-1 perdent les poblacions estratègiques d'Artesa de Segre i les Borges Blanques. A partir d'aleshores la resistència republicana, que havia patit 50.000 baixes i que centrava l'estratègia en l'ús de la L-1, deixaria de ser eficaç i la segona línia defensiva, la L-2, seria travessada ràpidament pels nacionals. El 12 de gener es va ocupar l'estratègic nucli de Montblanc que va permetre l'assalt a la Costa Daurada i, pràcticament alhora, els franquistes van travessar per l'Ebre. Tarragona i Reus caurien el 15 de gener.
Després d'un avenç fulminant, que prendria la conca del Llobregat el 24 de gener, es va ocupar Barcelona el dia 26 de gener de 1939. El 4 de febrer cauria Girona, que poc abans havia estat bombardejada tres dies seguits, i les tropes franquistes assolirien el control de la frontera amb França el 10 de febrer de 1939, perseguint les columnes de soldats i civils que s'exiliaven. Tot i així, no seria fins 3 dies més tard que assolirien el control de totes les poblacions catalanes.
Contràriament al que es va assumir durant molt temps, en part basant-se en la manipulada propaganda franquista, la victòria no fou fàcil i els combats que hi va haver en alguns moments van ser d'extrema duresa.
El resultat de la campanya, que va suposar la fi de la Segona República Espanyola, va ser terrible per Catalunya en múltiples aspectes. Demogràficament la població va reduir-se de forma important, dels 3 milions d'habitants que hi havia al començament de la guerra se'n van morir 60.000 durant l'ofensiva, com a mínim hi va haver 4.000 execucions per consell de guerra a més a més de les que es van efectuar directament sobre el terreny i 350.000 persones van fugir a França, de les quals 70.000 s'exiliarien permanentment.
La repressió que es va instaurar va abastar tots els aspectes de la societat catalana, des de la política fins a la cultura. Es va prohibir parlar o publicar qualsevol cosa en català, es va empresonar fins a 35.000 persones, 150.000 van anar a camps de concentració o companyies de treball... Políticament es va suprimir qualsevol administració pròpia imposant-ne una de fidel al règim. Simbòlicament, el 15 d'octubre de 1940, es va executar el president de la Generalitat Lluís Companys al fossar de Santa Eulàlia del castell de Montjuïc.

## Antecedents
El 17 de juliol de 1936 va iniciar-se una revolta militar a Melilla que l'endemà s'estendria a bona part de la península Ibèrica. En els dies vinents, als principals nuclis industrials i ciutats mediterrànies l'aixecament fracassaria, tot i així els revoltats aconseguirien prendre el control de totes les illes Balears excepte Menorca, que posteriorment servirien de base aèria pels bombarders nacionals.
Després d'un intent fallit d'ocupació de Madrid per part dels facciosos, entre el 8 i el 23 de novembre de 1936, l'ofensiva nacional es dirigiria cap al nord. L'estiu de 1937, després de la batalla de Bilbao, s'ocuparien ràpidament el País Basc i Astúries.
Després d'unes contraofensives republicanes, l'atac dels revoltats continuaria durant l'hivern de 1937-38 cap al Mediterrani, separant Catalunya de la resta de territori republicà i ensorrant el front d'Aragó, ocupant les primeres ciutats catalanes. Inesperadament, el 23 d'abril de 1938, l'assalt prosseguiria cap a València, a l'ofensiva de Llevant, on s'originaria una dura batalla que seria interrompuda per un virulent atac des de territori català.

Mapa del front el novembre de 1938, després de la batalla de l'Ebre i poc abans de l'ofensiva de Catalunya.

La batalla de l'Ebre va ser l'enfrontament més sagnant de tota la guerra, i va durar 115 dies provocant nombroses baixes a ambdós bàndols. La derrota republicana a l'Ebre deixaria exhaust el Grup d'Exèrcits de la Regió Oriental (GERO) que sense armes, homes ni temps havia d'enfrontar a tota la maquinària bèl·lica nacional, molt superior materialment i numèricament.

## Preparatius
El novembre de 1938, l'exèrcit republicà es retira de la zona de l'Ebre i el proper pas de la guerra es comença a preparar, amb l'objectiu d'accelerar el final de la revolta. Hi ha tres opcions que permetrien castigar durament la Segona República Espanyola: atacar València, Madrid o Catalunya.
Les dues primeres opcions ja s'han intentat abans i, en posicions defensives, han demostrat poder aguantar l'embat del bàndol nacional. L'última opció però, es presenta més assequible i important. Durant la batalla del Segre, les forces catalanes ja s'havien anat dessagnant, però durant l'atac de l'Ebre les pèrdues podrien haver arribat als 60.000 homes, baixes que rondaven el 70% de les forces de combat republicanes. A més a més, pràcticament ja no es podien aconseguir més lleves, Catalunya ja havia aportat tots els recursos humans que era capaç de desplegar. Per altra banda, Catalunya estava aïllada de la resta de territori republicà i atacar-la suposaria passar a controlar un nucli industrial important alhora que s'aconseguiria tallar el flux de material bèl·lic a través de la frontera francesa.
Per això, el comandament dels revoltats encapçalat pel general Franco va decidir aviat que l'objectiu seria Catalunya. Decidida la zona a atacar, els franquistes van afanyar-se a preparar l'ofensiva, ja que sabien que si donaven temps el GERO es podria reorganitzar i rearmar, formant una defensa més sòlida. El comandament republicà ja s'esperava aquesta maniobra i també es va preparar per resistir, amb els recursos dels quals disposava.

### Revoltats
L'estratègia del bàndol nacional constà de quatre grans fases:
1. Atacar amb molta contundència la L-1 pels extrems, menys fortificats i menys defensables, després d'un fort bombardeig artiller i aeri. L'Agrupació Nord s'encarregarà de la zona d'Artesa de Segre i l'Agrupació Sud s'obrirà pas per Seròs. Els dos atacs hauran de ser simultanis fent una pinça als defensors del centre de la L-1, que sense possibilitats de retrocedir, s'hauran de rendir.
2. Continuar ràpidament l'assalt cap a la L-2, superar-la, i ocupar els territoris que hi ha fins a la Seu d'Urgell. Alhora, s'ha d'atacar des de la zona de l'Ebre i ocupar Tarragona.
3. Prosseguir l'ofensiva cap a l'est assegurant les poblacions que envolten Barcelona: Puigcerdà, Manresa, Vilanova i la Geltrú… forçant els defensors restants a retrocedir cap a Barcelona, per protegir la ciutat. Aprofitar aquesta oportunitat per prosseguir l'avenç cap al nord-est, tallant les comunicacions amb França tot avançant cap a Girona i Figueres.
4. Finalment, forçar la rendició de Barcelona, completament encerclada i amb unes defenses que no estan preparades per un atac des de tots els flancs, especialment del nord i de l'oest.

Amb l'estratègia preparada, es comença a organitzar l'exèrcit. Amb Franco com a comandant en cap, els dirigents de l'operació seran: el general Fidel Dávila, responsable de l'Exèrcit del Nord, el general Kindelán, cap de l'aviació, el general Gambara, dirigent del CTV i el general Richthofen, de la Legió Còndor.
El 26 de novembre de 1938 Franco dona l'ordre d'atacar Catalunya i, dos dies després, Dávila reorganitza l'Exèrcit del Nord. Un terç de les seves forces romandran a València i es reanomenaran com a Exèrcit de Llevant. La resta formarà el nou Exèrcit del Nord organitzat en 6 cossos d'exèrcit.
La distribució dels cossos per l'ofensiva, de nord a sud, és:
- Urgell, comandat pel general Muñoz Grandes amb les divisions 62, 63, 150 i 61.
- Maestrat, manat pel general García-Valiño amb les divisions 1, 84 i 82.
- Aragó, dirigit pel general Moscardó amb les divisions 51, 53, 54 i diferents forces a la reserva.
- CTV, liderat pel general Gambara amb les divisions hispanoitalianes Littorio, Frecce Nere, Frecce Verdi i Frecce Azzurre.
- Navarra, manat pel general Solchaga amb les divisions 5, 12 i 4.
- Marroquí, dirigit pel general Yagüe amb les divisions 50, 13 i 105.

Les divisions que iniciaran l'atac, previst pel 10 de desembre, seran la 61, 150, 53 i 1 pel nord dels canals d'Urgell. Pel sud avançaran dos cossos d'exèrcit al complet, el CTV i el de Navarra. La resta esperaran per entrar en combat tot mantenint el front. Els homes i material total que amassen tots els cossos d'exèrcit és d'uns 326.000 homes amb 4.000 fusells-metrallador, 2.500 metralladores i 1.900 morters. A més a més, rebran intens suport de 1.100 peces d'artilleria que estaran concentrades en bateries d'artilleria vora les zones d'atac (400 al nord, al cap de pont de Tremp, i 500 al sud, al cap de pont de Seròs). Per encapçalar les ofensives, també disposaran de 300 tancs i tanquetes: unes 100 tanquetes L 3/33 o L 3/35 italianes, 120 Panzer I o Panzer IB, de fabricació alemanya, i la resta T-26 capturats o d'altres blindats. Juntament amb camions permetran un ritme ràpid d'avenç. I tot això es culminarà amb el suport aeri de més de 350 avions, sense comptar els de Mallorca, que martellejaran les posicions defensives des de 3 dies abans de l'assalt.
Abans de l'ofensiva es va passar una circular, que ja s'havia repartit a principis de 1938, que insta els oficials a tenir una actitud respectuosa envers la població civil catalana, com a la resta de territoris. A més a més, rere les tropes hi aniria un cos d'ordre públic que s'assegurarà de mantenir la rereguarda controlada.

### Republicans
L'estratègia republicana va ser en primer lloc intentar redirigir els esforços facciosos cap al centre de la península. El general Vicente Rojo, conscient que Catalunya no podia continuar sent l'únic focus dels atacs nacionals, va demanar un conjunt de maniobres a José Miaja Menant, general en cap del Grup d'Exèrcits de la Regió Central. Per insubordinació de Miaja, aquestes maniobres no s'acabarien duent a terme, deixant que el comandament nacional pogués concentrar-se a Catalunya.
L'estratègia a Catalunya té com a fonament l'ús de les línies L, una sèrie de línies defensives construïdes des de la primavera de 1938. Aquestes defenses, construïdes per presos polítics o presoners de guerra nacionals, estaven formades per trinxeres, rases, búnquers, punts de guaita per a l'artilleria... Però fins al moment, de les sis previstes, només se n'havien construït dues, la L-1 i L-2, que eren les més properes al front. L'estratègia es complementava amb l'ús de dos cossos d'exèrcit de veterans de l'Ebre, dirigits per Enrique Líster Forján i Tagüeña, que s'encarregarien de reforçar i contraatacar pels punts crítics.
El comandant en cap de l'operació és Vicente Rojo Lluch amb Juan Hernández Saravia dirigint el Grup d'Exèrcits de la Regió Oriental, sovint anomenat de forma no oficial exèrcit de Catalunya. La força defensora està dividida en l'exèrcit de l'est i l'exèrcit de l'Ebre, dirigits per Juan Perea i Juan Modesto, respectivament. La distribució dels cossos d'exèrcit, de nord a sud, era la següent:

Exèrcit de l'est
- X Cos d'Exèrcit, dirigit pel tinent coronel Gregorio Jover amb les divisions 30, 31 i 34. En reserva.
- XI Cos d'Exèrcit, manat pel tinent coronel Francisco Galán amb les divisions 26, 32 i 55.
- XVIII Cos d'Exèrcit, liderat pel tinent coronel José del Barrio amb les divisions 27, 60 i 72.

Exèrcit de l'Ebre
- XII Cos d'Exèrcit, manat pel tinent coronel Etelvino Vega amb les divisions 16, 44 i 56.
- V Cos d'Exèrcit, dirigit pel tinent coronel Enrique Líster amb les divisions 45, 11 i 46. En reserva.
- XV Cos d'Exèrcit, liderat pel tinent coronel Manuel Tagüeña amb les divisions 3, 35 i 42. En reserva.
- XXIV Cos d'Exèrcit, dirigit pel tinent coronel de carrabiners Buxó amb les divisions 43 i 24.

En total els dos exèrcits agrupaven una suma que ronda els 220.000 homes. D'aquests homes només 140.000 estan enquadrats a les brigades mixtes, la resta dels efectius tenen un entrenament i equipament deficients. En global només un de cada dos soldats té un fusell propi i hi ha 5.000 armes automàtiques en total. L'abillament és molt variable però alguns, especialment entre les noves lleves, no disposen d'uniformes i duen roba de civil: jersei, pantalons de pana, mitjons, espardenyes i una manta. De vegades també es disposa d'una careta antigàs, ja que els republicans temien l'ús d'agents químics per part del comandament franquista. Per altra banda, tenen el suport d'unes 250 peces d'artilleria, les úniques que estan operatives, però estan repartides pel front. De blindats només es disposa d'uns 40 tancs (T-26) i 80 autometralladores (AAC-1937, UNL-35…) que juntament amb una quantitat insuficient de camions no permetran tenir gaire mobilitat a les forces republicanes. A l'aire, les mancances són pitjors, amb menys de 150 avions, només 80 caces (meitat I-15 meitat I-16) i unes poques desenes d'avions bombarders, que no només són inferiors en nombre, sinó també en qualitat. El problema més gran però, era la moral. L'adhesió de joves sense entrenament, homes grans amb família, desertors i emboscats amnistiats l'agost del 1938 van estendre el derrotisme entre la tropa.

### Comparativa de forces
| Ofensiva de Catalunya | Homes       | Homes | Homes     | Blindats               | Blindats | Blindats              | Artilleria  | Artilleria | Artilleria | Aviació     | Aviació | Aviació   |
| Ofensiva de Catalunya | Republicans | Rati  | Sublevats | Republicans            | Rati     | Sublevats             | Republicans | Rati       | Sublevats  | Republicans | Rati    | Sublevats |
| --------------------- | ----------- | ----- | --------- | ---------------------- | -------- | --------------------- | ----------- | ---------- | ---------- | ----------- | ------- | --------- |
| Xifres                | 220.000     | 1:1,5 | 326.000   | 40 tancs i 80 blindats | 1:2,5    | 300 tancs i tanquetes | 250         | 1:4,4      | 1.100      | <150        | 1:2,5   | >370      |
| 1. 2.                 |             |       |           |                        |          |                       |             |            |            |             |         |           |

## Comença l'ofensiva
L'atac estava previst pel 10 de desembre de 1938. La petició del Papa de què es respectessin les festes de Nadal, enviada per Gaetano Cicognani, va servir de ben poc. Al final l'ofensiva es va retardar primer al 17 i després cinc dies més, a causa de les condicions climatològiques adverses: neu, pluja, boira... Tot i això, el 23 de desembre de 1938 va començar l'ofensiva.

### Atac i trencament del front per Seròs
Mentre que al nord els primers dies de l'ofensiva els nacionals van ser continguts, pel sud les defenses van ser ràpidament esmicolades. En aquest sector, a les 8.00 del 23 de desembre de 1938 començava un devastador atac artiller amb un nombre que oscil·la entre les 380 i 500 peces d'artilleria a més a més de l'acció combinada de l'Aviació Legionària i la Legió Còndor que destrossen les fortificacions republicanes. L'artilleria antiaèria republicana, amb canons Bofors de 40 mm, no dona l'abast a disparar als raids aeris, ja que hi ha massa objectius i tenen por de quedar-se sense munició. En aquesta zona planera, els búnquers són objectiu fàcil i després de gairebé 3 hores comencen a avançar els més de 100.000 homes dels cossos d'exèrcit de Navarra i del CTV.

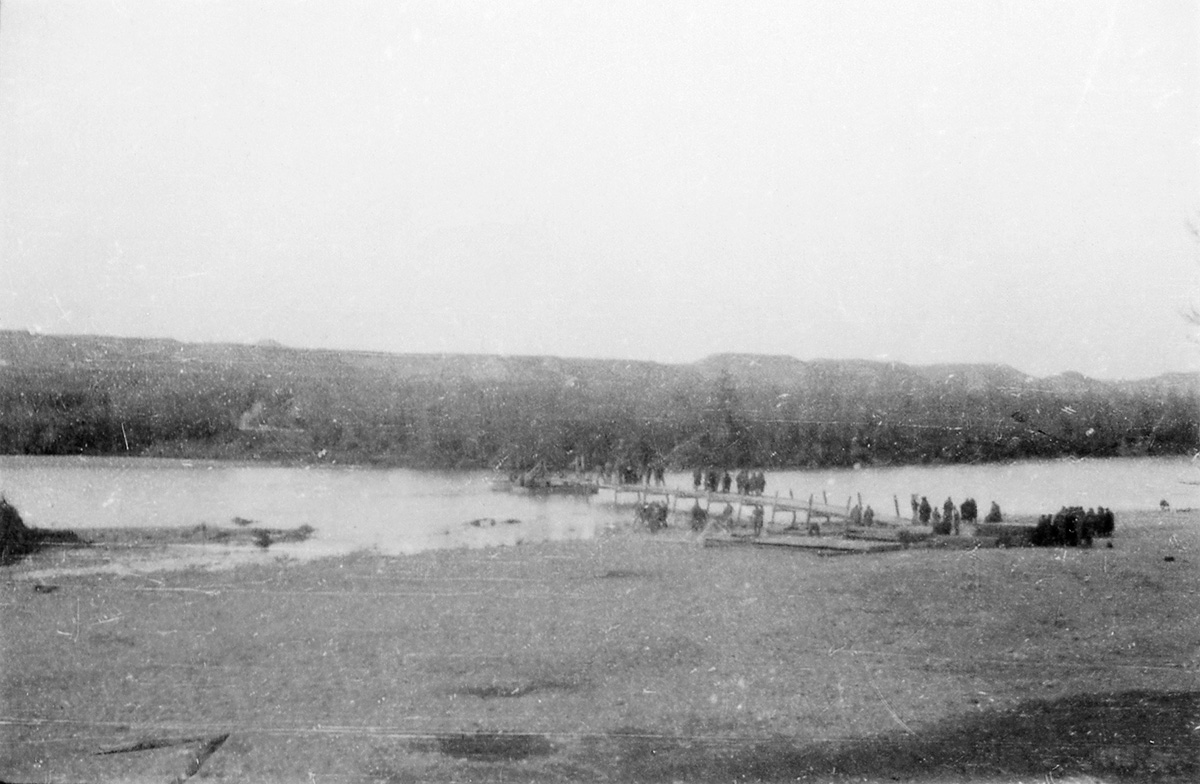
Tropes franquistes travessant un pont sobre el riu Segre a l'alçada de Seròs el 24 de desembre del 1938.

L'atac s'organitza en dues columnes. Pel sud avancen les divisions 5a, 12a i 35a del cos d'exèrcit de Navarra. Pel nord del cap de pont, i dirigint la punta de llança dels nacionals avancen les divisions Frecce Azzurre, Frecce Nere i Littorio del CTV. La divisió Littorio, a més a més, disposava del suport del Raggruppamento Carristi que consistia en dos batallons de tanquetes L 3/35 i un batalló d'infanteria motoritzada amb dues seccions de canons antitancs. Això donava una gran mobilitat i potència de foc a la Littorio. Al davant hi tenen la divisió 56 republicana i una brigada de la 16, que tot i que veterans no estan preparats per un atac d'aquesta envergadura.
En aquest sector, i durant tota l'ofensiva de Catalunya, els italians aplicarien la doctrina de la guerra celere. Aquesta tàctica consistia en, quan l'artilleria i l'aviació havien estovat la defensa, acabar de trencar el front atacant amb les tanquetes seguides d'infanteria motoritzada sobre camions.
Fent servir aquesta tècnica, i encapçalant l'escomesa contra les forces republicanes, hi ha la Littorio, juntament amb el Raggruppamento Carristi. A les 10.30, després de tres hores de bombardeig incessant, escombra la 179a Brigada Mixta de la 56a Divisió republicana i una brigada d'infanteria de marina, totalment superats per la magnitud de l'atac. També pel centre, a les 10.45, la 5a Divisió de Navarra supera els homes republicans i ocupa la Vall de Móra, mentre que la 12a Divisió ocupa Vila-seca i un batalló de cavalleria ocupa la Granja d'Escarp. Explotant la bretxa, i amb constant suport de l'Aviació Legionària, les tres divisions del CTV avancen ràpidament, la Nere i la Azzurre pel nord, i la Littorio pel centre. Finalment s'aturen al vespre per por a una emboscada, ja que s'han avançat tant que no tenen a ningú als flancs, tot i així, han aconseguit crear un esvoranc de 10 km de profunditat.
L'endemà 24, havent rebutjat amb antiaeris l'aviació republicana, els italians prosseguirien l'avenç pel nord capturant Utxesa, Sarroca i Torrebesses i la 12a de Navarra ocuparia Maials al sud alhora que la 5a Divisió arribaria a la cruïlla de camins de la Granadella. Però l'avenç es comença a alentir al trobar una resistència creixent. Això es deu al fet que aquest mateix dia Modesto ha imposat la resistència de la línia Tossal Roig-Carbonella-El Penjat. Tot i això, l'objectiu de trencar el front s'ha aconseguit fent un bon nombre de presoners, uns 1.000 a més a més de 6 peces d'artilleria, a pesar de les elevades baixes, 200 només a la Littorio.

### Batalles de la Granadella i del Riu Set
Mentre que l'Agrupació Nord encara està encallada la Sud ha aconseguit crear un forat a la defensa. Per solucionar-ho, Juan Modesto ordena resistir i fer recular l'enemic sigui com sigui al front que s'ha obert a Seròs. Per això els republicans el 25 de desembre de 1938 comencen a organitzar un contraatac vora el poble de la Granadella, també fortificat amb la L-1, i que fins fa ben poc era la rereguarda, disposant de tot un centre logístic: hospitals, polvorins, dipòsits de combustible... A més a més, les reserves republicanes, mobilitzades des de la reserva el dia 24, comencen a arribar al camp de batalla amb poca organització i lentament per culpa de la manca de camions.
En aquest cas, a diferència dels primers dies, el centre de l'ofensiva estava dirigit pel Cos d'Exèrcit de Navarra, que protagonitzaria la Batalla de la Granadella, en canvi, el CTV es dirigeix cap al nord, cap al lloc on hi hauria la batalla del Riu Set. La fermesa de la defensa obligà a implicar totes les divisions i reserves dels cossos d'exèrcit navarrès i del CTV.
El Cos d'Exèrcit de Navarra, el dia 25, es va trobar amb forces de les divisions 3, 35 i 42 republicanes que s'enfrontarien vora el Tossal de la Carbonella. Fins a 4 atacs llançarien els republicans, amb suport de tancs i aviació. Durant les ofensives els navarresos perden uns 350 homes, ferits o morts, però fan 900 presoners. Mentrestant, pel nord, el CTV ocupa el poble de Granyena de les Garrigues i unes quantes cotes però aviat queda encallat i troba forta resistència. L'endemà 26, les forces republicanes continuarien atacant les divisions navarreses pel centre però després de dos dies de durs enfrontaments anirien cedint terreny. Igualment al nord, on els italians, patint 350 baixes i perdent dos blindats i un camió, aconsegueixen arribar a la riba sud del Riu Set, on quedaran encallats fins al final de la batalla rebent atacs republicans. El dia 28 la 4a divisió navarresa avançaria pel nord i per la carretera de la Granadella, on els republicans emprarien tancs causant 400 baixes però perdent 500 homes i dos blindats. A l'aire els aviadors revoltats, tot i que sempre en superioritat, també pateixen baixes. El foc antiaeri i l'aviació republicana els posa les traves que pot i entre el 25 i el 28 abaten múltiples caces i un bombarder trimotor. El dia 29, la 5a divisió navarresa ocuparia l'ermita de Sant Antoni i la Punta dels Sabaters al nord del poble, després de durs enfrontaments amb la 42a Divisió republicana, amenaçant el flanc nord del front i començarien a entrar a la Granadella, en un combat casa per casa d'on finalment els republicans serien expulsats després de causar vora 350 baixes i patir-ne més de 500. Els dies posteriors a la batalla els nacionals es reagruparien i continuarien avançant lentament cap a l'est i nord ocupant poblacions de mica en mica.

### Atac per Tremp i la Baronia de Sant Oïsme
El dia 23, de matinada al sector nord, avions bombarders i gairebé 300 peces d'artilleria comencen un martelleig per preparar l'atac dels 80.000 homes de les divisions 150, 61 i 1. La defensa del XI Cos d'Exèrcit però no s'estova, ja que són veterans del front del Segre ben atrinxerats a les fortificacions de la L-1. El mal temps i l'orografia fan que tant les bombes d'aviació com els 23.000 projectils de l'artilleria perdin efectivitat i la 61a Divisió, avançant des del cap de pont de Tremp, s'encasta contra les defenses del Desferrador patint 130 baixes i sense aconseguir avançar.

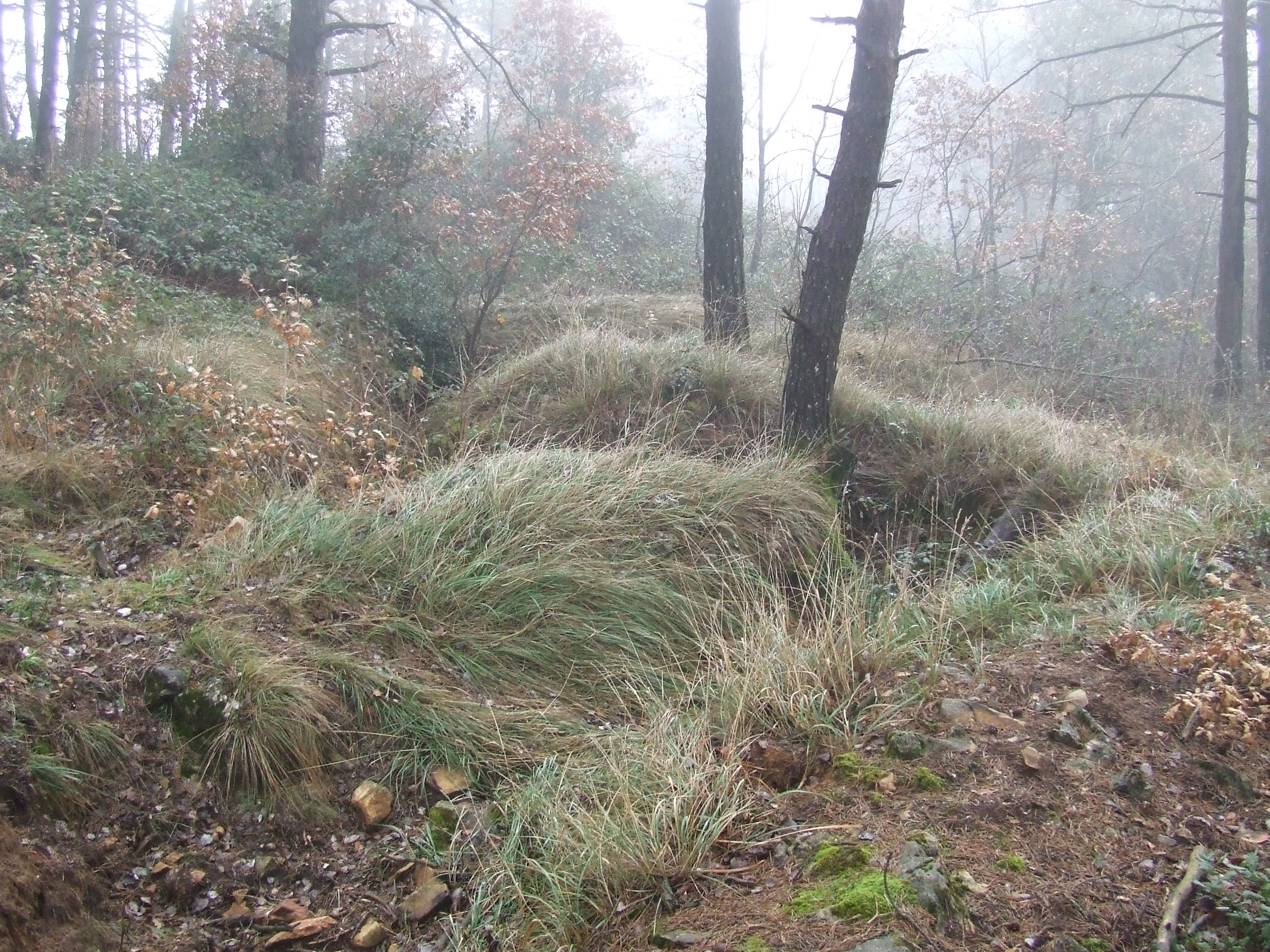
Fotografia de l'estat actual de les trinxeres de l'ermita de Bonrepòs, on el dia 24 hi van haver forts enfrontaments entre la divisió 150 nacional i la 26 republicana.

Cap al migdia, a les 14.00, després d'un fort bombardeig, la 150 Divisió intenta atacar des de Tremp les fortificacions de la Serra del Cucuc sense avançar gaire i patint 77 baixes.
L'avenç en aquest primer dia el durà a terme la 1a Divisió del Maestrat, des del cap de pont de la Baronia de Sant Oïsme. La 119a Brigada Mixta, protegint un territori menys escarpat i rebent el foc de 116 peces d'artilleria, davant la pressió ha de retrocedir cap a l'est, a la Serra de Sant Mamet, fent que caiguin a mans nacionals les poblacions de Fontllonga i Figuerola de Meià.
De nit, aprofitant que els nacionals no tenen suport artiller, la 119a Brigada ataca a la 1a Divisió. Els republicans no poden recuperar el territori i pateixen moltes baixes, inclosos el capità i el comissari polític, però causen una mortaldat pitjor entre els nacionals, que no s'esperaven una maniobra nocturna. El mateix fan a la Serra del Cucuc, amb més èxit, causant cinquanta baixes a la 150a Divisió i recuperant el poc territori que havien guanyat. L'endemà, el 24 de desembre, l'ofensiva de la 1a Divisió franquista va continuar pressionant la debilitada 119a Brigada Mixta mentre a l'aire hi havia una intensa activitat d'avions d'un i altre bàndol. Finalment, la 119a Brigada perd el puig de Sant Mamet, alhora que es reforça amb la 218a Brigada. La major part dels esforços però, es destina a la Serra del Cucuc on artilleria, aviació i la 150 Divisió es coordinen per anar arrabassant territori, però patint 198 baixes més. També a la vora de la Serra del Cucuc, membres de la 150 ataquen l'ermita de Bonrepòs i els combats s'allarguen tot el dia. Mentrestant la 61a Divisió continua encallada al Desferrador.
El dia 25, amb un moviment de pinça i amb molt de suport, la Divisió 150 aconsegueix arribar al cim de lo Pelat. Alhora vencen la resistència a Bonrepòs i aconsegueixen arribar a la carretera d'Artesa a Tremp. La 61a Divisió aprofita aquestes pèrdues i, reforçant-se amb la 51a divisió, supera parcialment les defenses del Desferrador. La 1a Divisió ha tornat a rebre un atac durant la nit, aquest cop però, previnguts, l'han rebutjat causant molts morts entre els republicans. De dia, i sense descans, continuaran el seu avenç empenyent les delmades brigades 119 i 218, tot i el reforç de la brigada mixta 118, i finalment controlaran tota la muntanya de Sant Mamet, alhora que s'ocupa Maçana sense resistència.
Finalment, el dia 26 de desembre de 1938, el front es considera trencat amb el pas aplanat per capturar Artesa de Segre des del nord, mentre que les brigades republicanes es retiren de la zona. Tot i això, el comandament nacional s'esperava un avenç més fàcil i una defensa menys organitzada. Les baixes i el retard en l'operació són considerables.

#### El combat aeri a la zona nord. Cauen els Natatxes
El dia 23 de desembre, durant el primer dia de l'ofensiva, es van activar totes les unitats aèries republicanes. Els avions de bombardeig de la 2a esquadrilla Polikàrpov RZ, també anomenats Natatxes, van dur a terme una primera missió aquell mateix dia envolant-se des de l'aeròdrom de la Garriga.
L'endemà, el 24 de desembre durant el matí va haver-hi durs enfrontaments entre l'aviació republicana i l'aviació nacional que va suposar la pèrdua de cinc Polikàrpov I-15 “xatos” i dos Fiat CR-32 nacionals.
Al migdia, la 2a esquadrilla de Natatxes amb 9 aparells carregats amb 72 bombes de 42,5 kg es prepara per realitzar una maniobra de bombardeig contra la 1a Divisió de Navarra. En formació de sageta, per protegir-se entre ells, s'envolen i s'agrupen amb les esquadrilles 6 i 7 de Polikàrpov I-16 Mosca, que els hauran de cobrir durant la ràtzia. Cap a les 15.20 arriben al front i són rebuts per un intens foc antiaeri des de la Baronia de Sant Oïsme, a la banda oest del pantà de Camarasa. Tot i no abatre cap aparell, l'artilleria masega la formació i els fa errar el bombardeig. Simultàniament, els Mosca s'aparten per la dificultat de mantenir la velocitat amb els pesants bombarders i per estar fora de l'abast dels antiaeris. És aleshores quan el foc antiaeri s'atura i un nombrós grup de Fiat CR-32 apareix. Aquests caces han acabat una missió d'escorta per un bombardeig a la Serra del Cucuc i veient el foc antiaeri han anat a cercar els avions republicans. Amb una situació ideal, uns lents Natatxes indefensos, s'hi llencen al damunt. Els Natatxes proven de fer un picat per fugir, mentre es cobreixen amb les metralladores de cua, però acaba en desbandada. La 6a esquadrilla de Mosques és a temps d'anar a defensar els Natatxes, la 7a no, i tota sola no pot cobrir a tots els bombarders; es perden 3 Natatxes i 3 queden molt malmesos. La tripulació també en surt molt mal parada: 3 morts, 2 presoners, 7 ferits i només 6 il·lesos. El cap de la 7a esquadrilla serà destituït i la 2a esquadrilla de bombardeig no tornarà a combatre.

### Distracció i reforç des de Balaguer
Al centre, el dia 23, al cap de pont de Balaguer, el cos d'exèrcit d'Aragó inicia una maniobra de distracció disparant 2.500 projectils d'artilleria i fent un petit atac amb infanteria, patint 5 morts i 18 ferits, amb l'objectiu d'evitar un desviament de tropes cap als atacs reals.
Fins al dia 28 no es reprendria l'acció, quan les divisions 53, 54, 82 i 84 atacarien pel cap de pont. En aquesta zona, extremadament fortificada i defensada per la 72a Divisió republicana, s'hi viuran durs combats on els nacionals rebran el suport de tancs, avions i artilleria. La densa boira que cobreix el terreny dificulta la visibilitat, i per això els defensors poden retenir l'avenç de les quatre divisions d'infanteria, tot i que perdent terreny irremeiablement.
El dia 2 de gener de 1939 els nacionals arribaven a Cubells, una vila fortament protegida. Allà els combats van ser d'una extremada duresa. Així ho descrivia el biberó Andreu Canet, veterà de la batalla del Segre, al Merengue, i de la batalla de l'Ebre:
| «              | Vaig continuar la guerra al poble de Cubells […] Em perseguia l'enemic després d'una desfeta nostra i jo, malalt, no podia fer més que amagar-me. Anava amb un altre company i mentre un dormia l'altre feia guàrdia. Només érem dos... Un matí sentírem el soroll de cadenes dels tancs enemics. El meu company, que portava una bomba antitanc, s'aixecà de terra i prenent una carrera va anar a buscar el tanc i li tirà la bomba. Però al carro de combat no li passà res. En canvi, el meu company va quedar ferit o mort, estirat a terra, i el carro de combat, seguint la seva marxa, li va passar pel damunt i el va deixar esclafat […] En veure aquella escena tan macabra vaig perdre el sentit. Més tard, en recobrar el sentit, vaig veure uns soldats franquistes […] Vaig decidir lliurar-me. | » |
| — Andreu Canet | |   |

Acabats els enfrontaments a les fortificacions centrals, la força provinent de Balaguer es va separar i les divisions 53, 54, 82 i 84 es van repartir entre sud i nord per anar a donar suport als assalts de les Agrupacions Nord i Sud a Artesa de Segre i a les Borges Blanques, respectivament.

### S'ocupen les Borges Blanques i Artesa de Segre
Havent trencat el front, només faltava capturar els objectius que permetrien que la campanya continués, els importants nusos de comunicacions de les Borges Blanques i Artesa de Segre.

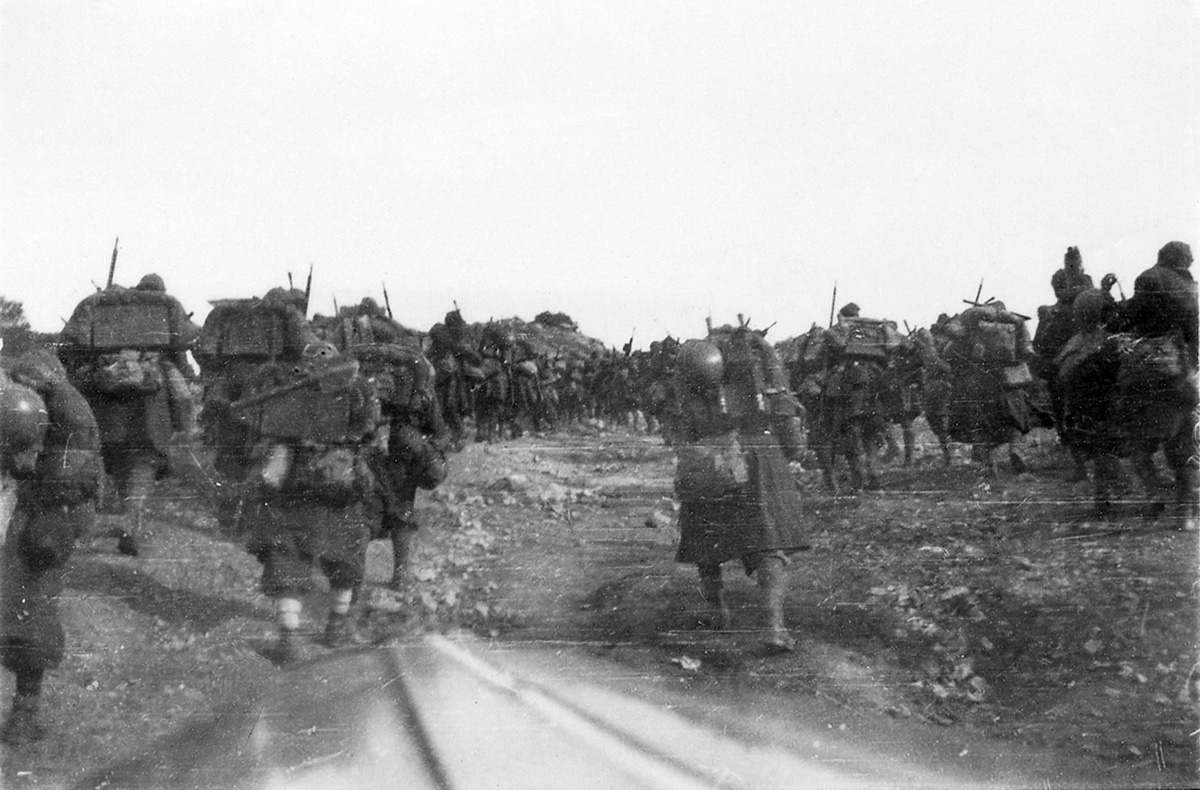
Infanteria sublevada avançant pel Cogul cap a les Borges Blanques el 4 de gener del 1939.

Al sud, per arribar a les Borges Blanques, els nacionals disposaven de les tres divisions de Frecce, deixant reposar l'esgotada Littorio, mentre que a l'altre bàndol els esperaven forces del V Cos d'Exèrcit. Des de la plana de Comaseca, després de travessar el riu Set, els italians van llançar una ofensiva contra Castelldans el 2 de gener de 1939, però van ser rebutjats. L'endemà, amb un intens suport aeri, artiller i de tanquetes L 3/35 ho tornen a intentar. Tot i els bombardeigs, que l'aviació republicana intenta aturar desesperadament sense èxit, els republicans aguanten a dins del poble. Amb uns quants tancs i canons els republicans es fan forts dins la vila i fins a la nit no es rendeixen, quan aleshores 1.000 homes són fets presoners.
Els italians continuaran avançant, sempre amb les tanquetes L 3/35 encapçalant la marxa, i el 5 de gener a la nit caurà les Borges Blanques, amb poca resistència després d'un desproporcionat bombardeig d'artilleria.
A Artesa de Segre els esdeveniments serien molt diferents. Tot el gruix de les forces que van trencar el front pel nord es dirigeixen cap al poble, lentament, per un terreny abrupte i fortificat. Els republicans, en retirada, destrueixen ponts i aturen els camions, a més a més, de tant en tant presenten durs combats que es cobren moltes víctimes, com a Comiols on els revoltats van patir més de 200 baixes i van fer 400 presoners. Alhora pel sud avancen part de les tropes de Balaguer, originant-se així un setge al poble.
El dia 1 de gener de 1939, des del nord, les divisions nacionals 1a, 61a i 150a ocupen Baldomar, Argentera i altres poblacions i comencen a acostar-se a l'entremat fortificat d'Artesa de Segre, trobant una forta resistència amb tancs i infanteria de reforç que els provoquen unes 150 baixes, tot i destruir un tanc i capturar-ne un altre amb l'ajut de canons antitancs. Pel sud avancen les divisions 82a i 84a, que se situen a la serra de les Comes.
De forma desigual, des del nord, continuen avançant i prenen Tòrrec i Boada, alhora que prenen posicions a la muntanya de Sant Ermengol i des del centre ocupen Alentorn, sempre amb forts combats i amb una boira que impedeix un bon suport aeri, tot i que l'artilleria continua actuant. El dia 3, pel nord finalment la divisió 1a i 61a arriben a tocar el Segre, a més a més, les forces de la 150 que estaven encallades a la casa de la Peixera finalment superen la defensa. Per travessar el Segre els sapadors franquistes fan ponts amb fustes, però els republicans provoquen una inundació a la zona fent explotar un tram del canal d'Urgell. Tot i així, les forces franquistes des del nord comencen a travessar el Segre i, després d'una lluita casa per casa i un intens intercanvi artiller, els republicans han d'abandonar el poble al vespre del 4 de gener de 1939. L'endemà, la divisió 150 nacional envoltaria les fortificacions del sud del canal d'Urgell a l'est de la població i forçaria la total retirada republicana de la zona.

## Cau la primera línia de defensa
Amb l'ocupació d'Artesa de Segre i les Borges Blanques, la L-1 havia quedat foradada i es controlaven dos nusos de comunicacions des d'on prosseguir l'avenç de l'ofensiva. La primera fase de l'ocupació de Catalunya havia conclòs a la primera setmana de gener amb una victòria dels revoltats, tot i això, les baixes i el retard en l'avenç van ser més importants del que s'esperaven. La pèrdua de la L-1 i d'una gran quantitat de material i les 50.000 baixes al bàndol republicà, entre personers, ferits, morts i desertors provocarien que l'estratègia defensiva en què es basava Rojo deixés de ser eficaç. Per intentar suplir la falta de recursos humans el 10 de gener, es van mobilitzar les lleves de 1922 i del primer trimestre 1942, que havien d'enrolar-se amb vestimenta i calçat propis.
A primera hora del dia 6, Vicente Rojo Lluch va ordenar la retirada cap a la línia L-2. En una posició delicada hi havia els cossos d'exèrcit XVIII i XII, situats entre les dues poblacions. Aquestes forces estaven avançades respecte a les puntes de llança faccioses i eren susceptibles a un encerclament. Tot i això, van poder-s'ho manegar per retrocedir i únicament Vinaixa, ocupada el dia de Reis, no va poder ser evacuada prou ràpidament i on els defensors van presentar batalla emboscant els Fletxes Verdes durant la nit.

### Progressions lentes al centre i al nord
L'endemà, 7 de gener, el cos d'exèrcit d'Aragó comença a travessar el Segre vora Lleida. Els republicans, es van retirar per l'ordre del dia anterior, però van deixar uns quants soldats per generar una decepció entre els nacionals, que no va funcionar a causa dels desertors, que van explicar-los la situació. Durant la retirada de la zona els republicans van anar ensorrant infraestructura, alhora que deixaven petits grups de contenció, en un intent d'aturar l'avenç facciós. El dia 9, a Bellpuig, els republicans intentarien realitzar un contraatac amb tancs, davant l'estació de ferrocarril, però no tindria èxit i els nacionals farien 600 presoners. Després d'aquest avenç, el cos d'exèrcit d'Aragó s'aturaria i tornaria a deixar que les Agrupacions Nord i Sud encapçalessin l'ofensiva.
Els següents dies les forces ocupants intentarien empènyer els republicans cap a l'est, però no els resultaria fàcil. La boira dificultava les operacions de suport aeri i artiller i els republicans procuraven fer maniobres de contraatac i infiltració. Al nord, la vila de Ponts, atacada per les divisions 62 i 150 no caurà fins al 15 de gener després de durs enfrontaments a la rodalia. Tampoc els resultaria fàcil capturar Agramunt i Mafet, allà s'hi enfrontaven la divisió 82 del cos d'exèrcit del Maestrat contra la divisió 27 republicana, reforçada amb homes de la 72 i 32. Finalment aconseguirien sobrepassar els defensors, però el cost seria que entre el 8 i el 12 de gener un de cada deu soldats de la 82 seria mort o ferit, 912 baixes pels atacants en total. A més a més, durant els enfrontaments a Mafet, els facciosos, perdrien 5 tancs.

### Assalt al Montsant i retirada de l'Ebre

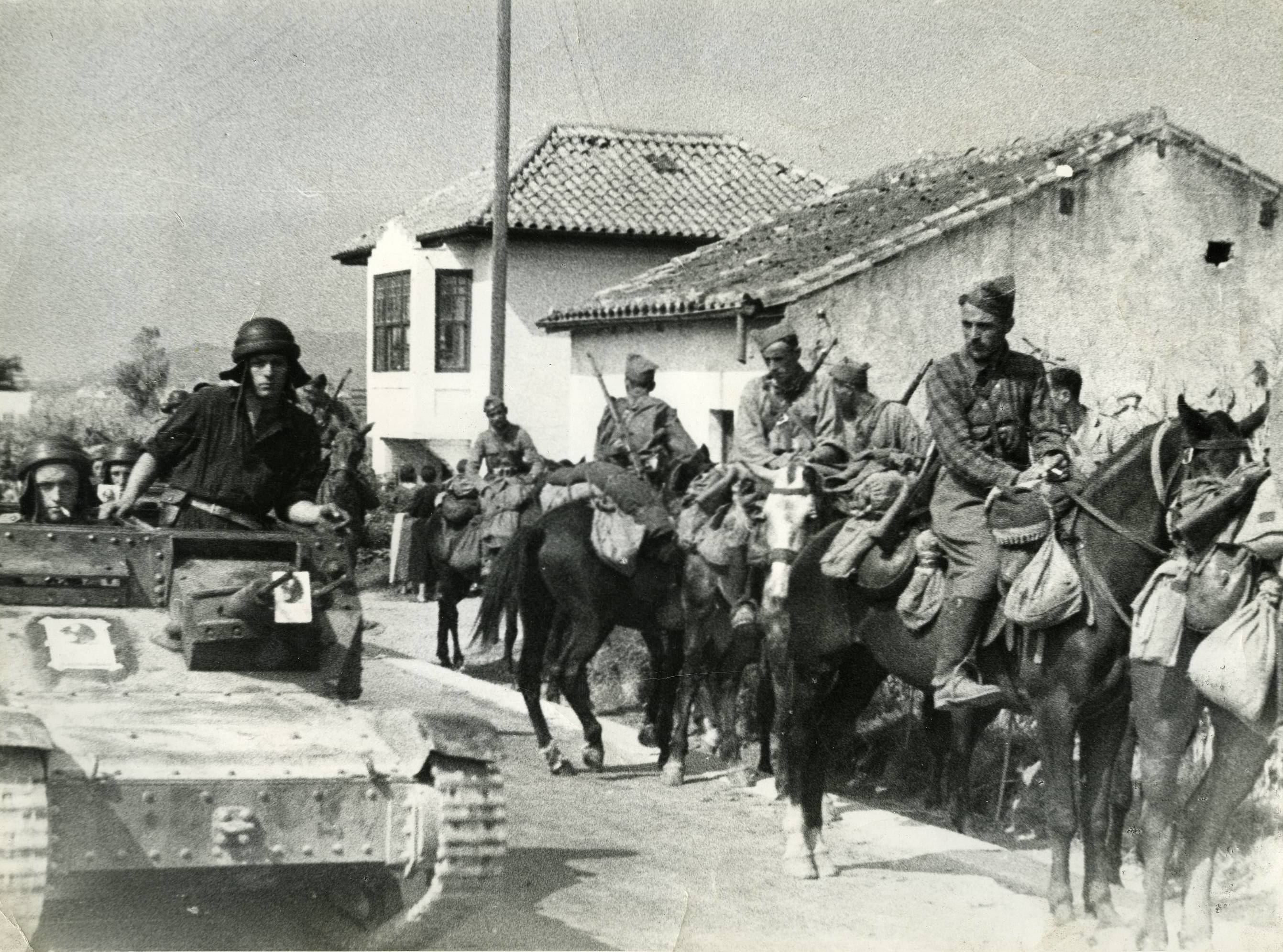
Una unitat de cavalleria feixista amb el suport d'una tanqueta italiana L 3/35 a Tortosa entre 1938 i 1939.

Pel sud, el dia 4 de gener, bona part del cos d'exèrcit marroquí, dirigit pel general Yagüe, va començar a atacar per la zona del Montsant. Tot i que els republicans hostilitzaven els atacants, emparats en la boira, l'avenç era imparable i de mica en mica anaven ocupant les cotes estratègiques. A partir del dia 10 de gener, la boira es va esclarir i els nacionals van començar a avançar més ràpidament capturant nombroses poblacions. Tot i això els republicans no cedien sense combatre, especialment a l'aire, on els caces republicans van realitzar algunes missions de metrallament contra les files dels nacionals fins a quedar-se sense munició, causant desenes de baixes.
Un mica més al nord, el cos d'exèrcit de Navarra i del CTV van anar avançant, lentament i amb una resistència intermitent, fins a arribar a Montblanc el 12 de gener, vila que havia quedat totalment abandonada davant la imminència de l'atac de les divisions 4 i 5 franquistes. Amb la presa de Montblanc, el comandament republicà pateix per un possible encerclament de les tropes que hi ha a la zona de la Costa Daurada, defensant l'Ebre: les divisions 43 i 24 del XXIV cos d'exèrcit. Per evitar-ho n'ordena la retirada fins al riu Gaià, al nord de Tarragona, i el mateix dia comencen a enfilar destruint ponts, carreteres i vies de ferrocarril en un intent d'alentir l'avenç nacional.
Gràcies a la retirada l'avenç cap a Tarragona s'acceleraria i, entre els dies 10 i 13, s'ocuparien una gran quantitat de pobles del Priorat i del Delta de l'Ebre: la Vilella Baixa, Gratallops, el Lloar, Bellmunt del Priorat, Falset, Darmós, Tivissa, el Perelló… I en els dies següents anirien caient la resta de pobles de la zona, els franquistes capturarien 1.200 presoners i patirien més d'un centenar de baixes.

### Presa de Tarragona
El 13 de gener de 1939 la línia del front se situava a la Serralada Prelitoral, entre la Conca de Barberà i el Camp de Tarragona. En aquesta zona hi va haver diversos enfrontaments a zones agrestes.
La posició estratègica per a continuar l'avenç en aquesta zona era el coll de Lilla, a la serra de Miramar. Allà s'hi va posicionar l'artilleria dels republicans i va procurar alentir tant com va poder l'avenç franquista, bombardejant els homes del cos d'exèrcit de Navarra. Eventualment però, la defensa d'aquesta posició també va haver de retirar-se, baixant cap a la plana de Tarragona.

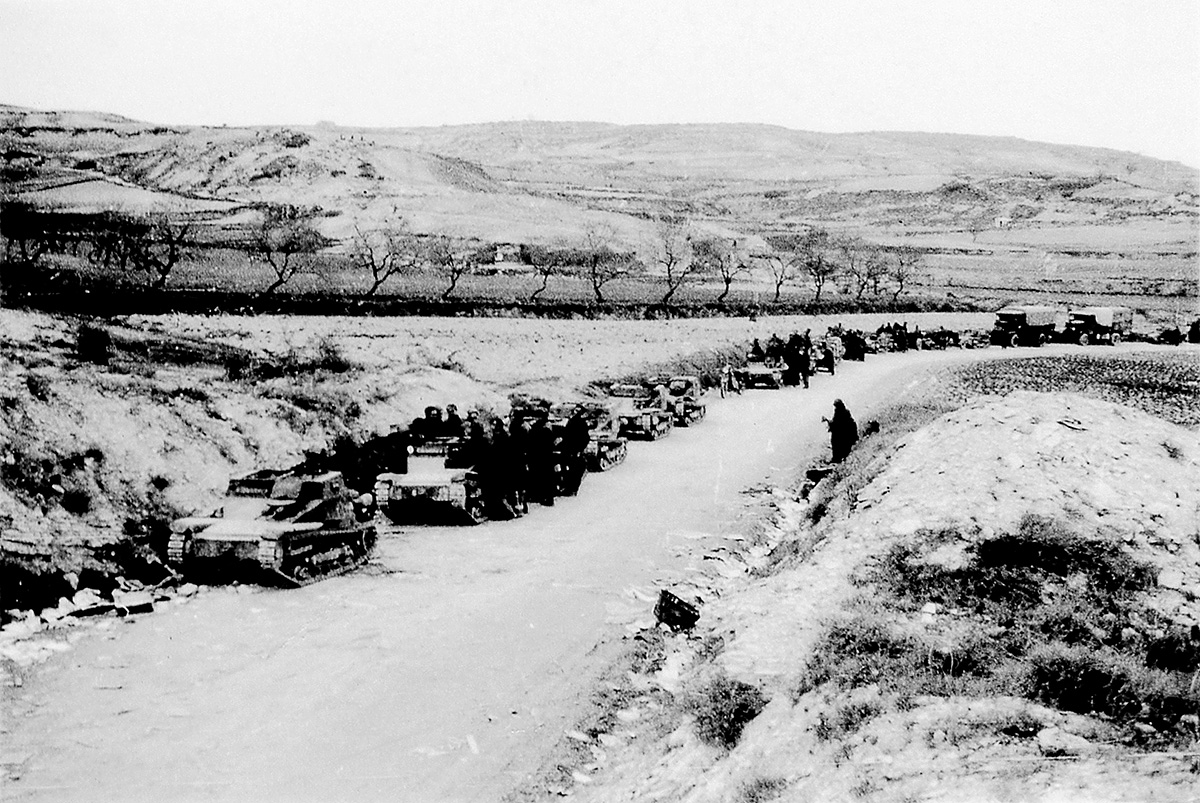
Una unitat motoritzada feixista, amb nombroses tanquetes italianes L3/35 i camions, passant per Santa Coloma de Queralt el 17 de gener del 1939.

L'endemà al matí, els republicans dinamitarien a Valls un pont del ferrocarril, diferents carreteres i algunes fàbriques tèxtils, seguint la política de terra cremada que es practicava a la zona. Poc després d'aquests esdeveniments, a les 10 del matí, arribarien les forces navarreses i aquella mateixa tarda instal·larien el centre de comandament allà. Amb la majoria dels pobles de l'Alt Camp i de la Conca de Barberà ocupats, i amb l'avenç simultani per la línia costanera dels homes del general Yagüe, Reus i Tarragona quedaven assetjades i a l'abast de l'atac franquista.
Per preparar l'ocupació de la capital del Tarragonès, des de l'inici de l'ofensiva, la ciutat va ser repetidament bombardejada. Entre el 25 i el 14 de gener dels anys 1938-39, a Tarragona es van realitzar 33 bombardejos, centrant-se especialment en el port i la carretera de Cambrils, amb 8 i 5 ràtzies respectivament. Els bombardejos al port de Tarragona a més a més dels morts, van provocar l'enfonsament dels següents 7 vaixells: Rubí, Ytilles, Sebastían, V-11 Francisco, Cabo Cullera, Nuevo Pepe Lestón i Barcino.
El 15 de gener les divisions 15, 50 i 12 es reuneixen per ocupar Reus, que caurà després de petits enfrontaments capturant 2.000 presoners republicans. A Tarragona s'hi destinaran dues divisions, la 5a de Navarra i la 105 juntament amb una columna del CTV i una bateria antiaèria de la Legió Còndor. L'atac prové de gairebé totes les direccions: per l'oest la 105, pel nord-oest la Legió Còndor, pel nord-est la 5a de Navarra i la columna del CTV. Hi ha enfrontaments al Pont del Francolí i a la carretera de l'aeròdrom, també a l'edifici del Govern Civil, però a les 4 de la tarda la ciutat és ocupada. Durant l'atac a Tarragona els franquistes pateixen com a mínim 32 baixes, principalment en una emboscada a la divisió 105 al Pont de Francolí.
Pere Boix, veterà ferit a la Batalla de l'Ebre, va ser desplegat per la defensa de Tarragona i ho va descriure així:
| «           | Un cop vaig sortir de l'hospital, vaig anar uns dies de permís a casa, a Barcelona. Faltava poc per Nadal i vam patir molts bombardeigs aeris. Em vaig incorporar de nou a les línies de defensa entre Reus i Tarragona, però ja havia començat l'ofensiva final. Vam retrocedir quasi sense defensa, només reculant. | » |
| — Pere Boix | |   |

### El salt de la Gloriosa
L'aviació republicana, des de l'inici de l'ofensiva, havia combatut sense descans procurant contenir l'avenç facciós. Gràcies als pilots republicans, l'aviació franquista havia d'actuar amb prudència durant les seves missions. Però els aeròdroms dels republicans, a mesura que avançaven els sublevats, quedaven cada cop més a la vora el front.
Els camps d'aviació republicans estaven descentralitzats, però dels diferents aeròdroms n'hi ha 4 de destacables. A l'Alt Penedès hi havia el de Santa Margarida i els Monjos, el de Sabanell-Torrelavit i el de Pacs-Vilobí. L'últim estava ubicat a Santa Oliva, al Baix Penedès. Aquestes instal·lacions, relativament properes entre elles, van actuar a totes les principals campanyes de la Guerra Civil espanyola a Catalunya i en conjunt se les coneixia com a Vesper de la Gloriosa. A més a més, també hi havia altres petits aeròdroms al Tarragonès i a l'Alt i Baix Camp.
Ja abans de l'ofensiva contra Catalunya els facciosos havien atacat diversos cops el Vesper, però sempre havien estat bombardejos des de gran alçada. En aquests casos, amb els avions estacionats ben separats entre ells i amb refugis antiaeris pel personal de manteniment, no van causar gaires danys. El 12 de gener de 1939 però, els sublevats dirigirien un atac diferent contra els aeròdroms. Totes les instal·lacions, menys les de Sabanell, van ser atacades per la Legió Còndor. En aquest cas les ràtzies van ser fetes a baixa alçada per caces, metrallant els avions i els homes a terra, causant nombroses morts de personal essencial i destruint material valuós.
Aquest fet, que va delmar de forma important la capacitat de les FARE, va ser el detonant d'un salt cap a aeròdroms del Vallès. Tot el material i personal va ser ràpidament traslladat entre el 12 i el 15 de gener de 1939 cap als aeròdroms de Sabadell, Castellar i la Garriga.

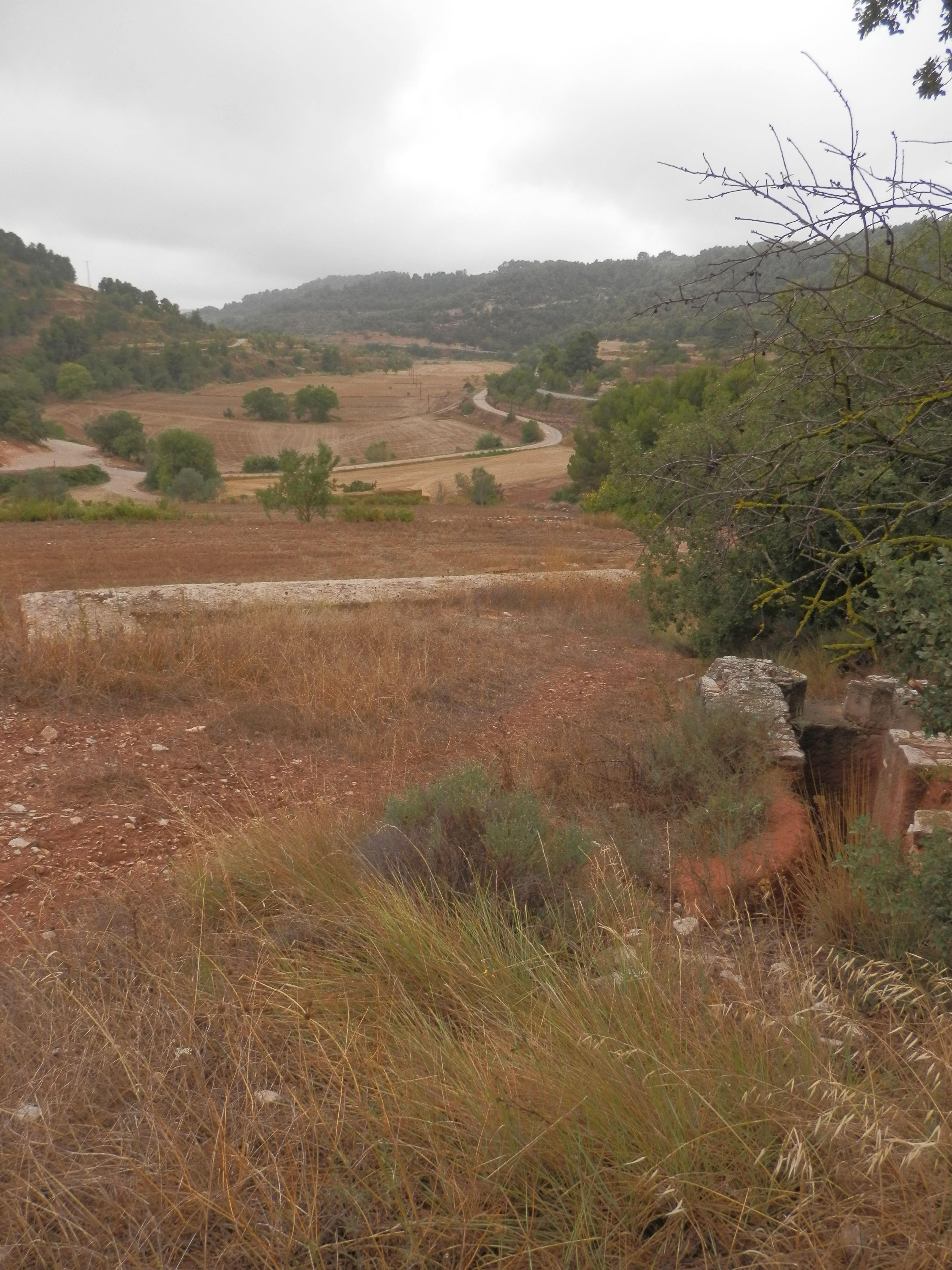
A la vall del Corb, vora Vallbona de les Monges, s'hi van erigir nombroses fortificacions. La caiguda de Tàrrega al nord, i de Vilanova i la Geltrú a la costa, va fer que molts homes atrinxerats a les defenses de la L2 quedessin encerclats i s'haguessin de retirar sense poder defensar les posicions.

## Avenç cap al Llobregat
Tot i que el centre de la L-2, molt reforçat, resistia, l'extrem sud havia estat àmpliament superat i el nord començava trencar-se per Ponts. A partir del 15 de gener de 1939, els nacionals van ordenar un avenç de tots els fronts sense cap objectiu en concret. El principal focus d'acció, però, va ser entre Ponts i Tarragona. L'avenç va ser en forma de ventall, al sud avançant ràpidament i al nord més a poc a poc, això es deu al fet que als territoris centrals era més difícil avançar a causa de les fortificacions de la L-2, mentre que al litoral ja s'havien superat i podien anar més de pressa.
Així, entre el 15 i el 24 de gener, es va donar un avenç més lent al nord i ràpid al sud, que acabaria transportant les forces faccioses fins a les portes del Llobregat, acabant de trencar la línia L-2, que amb l'amenaça d'un encerclament es va haver d'abandonar.

### La defensa de la L-2
Fins al 15 de gener, el front davant la L-2 havia aguantat força bé. El coronel Mizzian, líder sublevat de la 1a Divisió que atacava la zona, en diria:
| «                      | Les fortificacions són bones, refugis de ciment amb reforços de ferro, búnquers per a moltes metralladores, camins coberts i grans i còmodes trinxeres amb el terra folrat de fusta. | » |
| — Mohammed ben Mizzian | |   |

De nord a sud, a la L-2 l'atacaven les següents divisions nacionals: 150, per Ponts, 1, entre Ponts i Cervera, 22, davant de Cervera, 53, sota la 22. El seu principal objectiu era Cervera, i defensant-la hi havia les divisions 32 i 27 republicanes. En aquesta zona l'aviació i l'artilleria dels republicans competiran en tot moment amb la dels franquistes per donar suport als seus respectius soldats.
Finalment però, el 15, la divisió 1a capturarà Montcortès i Cardosa al nord de Cervera i pel sud caurà Tàrrega, deixant via lliure per capturar la capital de la Segarra. L'endemà, la 1a Divisió s'encarregarà de capturar Cervera amb ple suport de l'artilleria i de l'aviació, tot i la pluja. Els republicans perdran 200 homes, però causaran 58 baixes als homes de Mizzian, alguns a causa de mines terrestres.

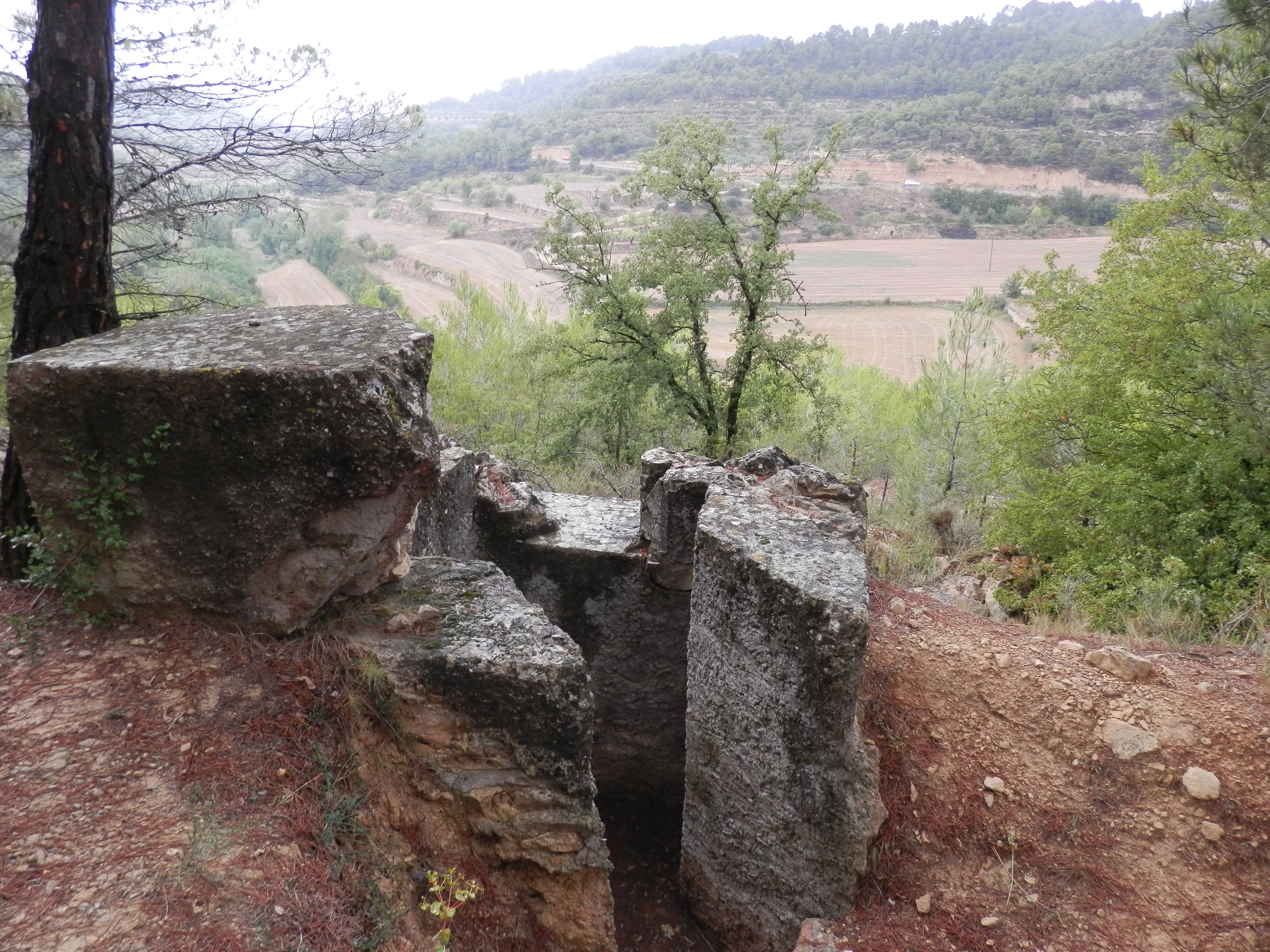
Un altre búnquer protegint la vall del Corb. Després de la guerra, les cobertes, de formigó armat, serien volades per aprofitar-ne el ferro.

Entre el 16 i el 19 hi hauria poc moviment a la zona a causa de la pluja, mentrestant però, els sapadors dels sublevats treballen preparant ponts als trams on s'han dinamitat per estar a punt quan el temps millori. L'objectiu aquest cop és arribar al riu Llobregós i per fer-ho s'hi han destinat tres cossos d'exèrcit: Urgell, Aragó i Maestrat, de nord a sud respectivament. El 19 es reprèn l'acció amb un avenç que serà molt lent. Aprofitant les fortificacions els republicans aguanten bé i la seva artilleria castiga els progressos. Per arribar a Guissona, la divisió 53 perdrà 108 homes fent només 60 presoners, tot i això, cada cop s'acosten més a l'objectiu marcat.
El 22 els sublevats arriben a les portes de Torà, Sanaüja i Castellfollit de Riubregós. Allà els republicans s'han pogut refer i es preparen per defensar el Llobregós. Frontalment són fortament rebutjats, però després de trobar un pas a cobert a l'est de Torà, l'endemà podran travessar el riu i ocupar la vila gràcies al flanqueig sense gaire oposició.
Una mica més al sud, des de la rodalia de Cervera, l'avenç de les divisions 1, 82 i 84 seran més profitoses. L'objectiu d'aquest grup és Manresa, i tot i la pluja, hi avancen ràpidament. El 18 cau Calaf i, durant l'atac, fan 1.000 presoners perdent un centenar d'homes. Amb la pèrdua de Calaf i de Torà, la L-2 és superada i s'obre el pas cap a Manresa.
Durant la nit els republicans sovint intenten contraatacar, però els nacionals, preparats, els rebutgen causant baixes severes. Amb un suport aeri constant, les poblacions van caient de mica en mica. Els republicans intentaran realitzar diversos contraatacs també de dia, alguns amb suport de tancs, però els tancs dels sublevats també actuaran i els enfrontaments sovint acabaran amb nombres similars de baixes a tos dos bàndols. Finalment, el 24 de gener, tota la 1a Divisió franquista seria al davant del riu Cardener, cara a cara amb Manresa, on els republicans havien ensorrat tots els ponts. En previsió a l'ocupació, els nacionals havien bombardejat ja des de l'aire fortament la ciutat dos cops, el 21 de desembre de 1938 i el 19 de gener de 1939, produint, com a mínim, 35 morts.

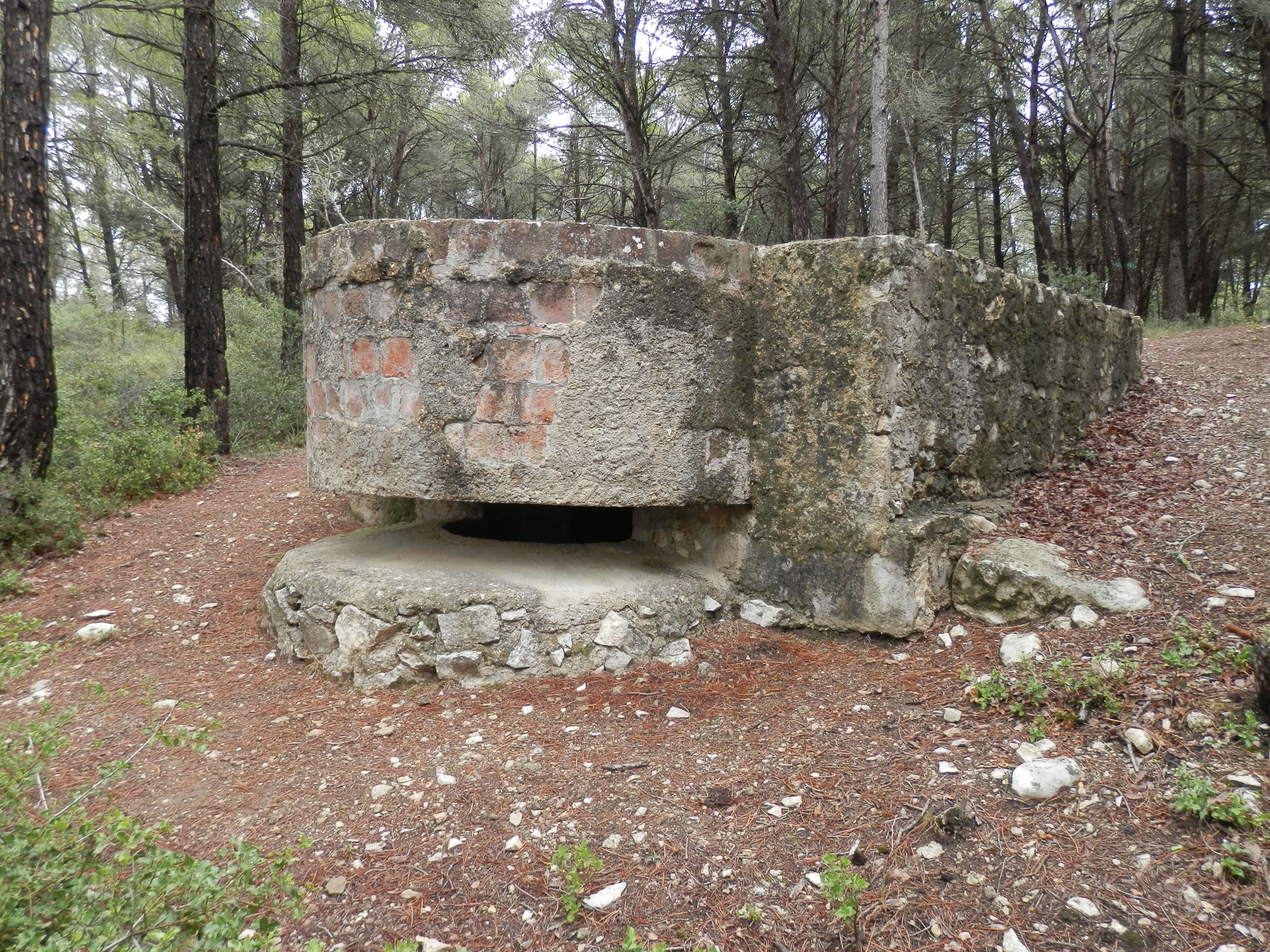
Els observatoris d'artilleria republicans, dissenyats per informar als canons de les posicions adversàries, en alguns punts de la L2 van mantenir intensos enfrontaments amb l'artilleria franquista.

Els republicans, que s'esperaven un atac des de l'oest, es van atrinxerar en aquella direcció als afores de la ciutat. Realment, els nacionals creuarien el Cardener pel nord, mentre la seva artilleria disparava des de l'oest per mantenir-los distrets. Aleshores, mentre l'artilleria obria foc, les forces sublevades atacarien pel nord. Amb aquesta ofensiva inesperada, els defensors es retirarien sorpresos, però gràcies al suport d'uns 12 tancs podrien fer-ho amb ordre. Durant la presa de Manresa els franquistes van fer 700 presoners i van patir una trentena de baixes. Molts dels presoners van ser soldats nacionals obligats a combatre per la República i nouvinguts del front madrileny, els únics que van arribar. Amb la captura de Manresa també van trobar nombroses indústries bèl·liques plenes de maquinària, armament fabricat...

### La presa del Penedès i el Garraf
Una mica més al sud de la L-2, i provinents de Montblanc, venia tot el cos d'exèrcit del CTV. L'objectiu, ordenat el 9 de gener, era la captura d'Igualada. Més enllà d'això, però, les instruccions de Roma per a Gastone Gambara eren que havia de ser el primer a entrar a Barcelona. Això donaria a Mussolini una victòria militar per explotar amb la propaganda.
Entre que van rebre les ordres i el 13 de gener, els italians s'encallarien sense avançar gaire. Però, de mica en mica, finalment aconseguirien començar a forçar la retirada de les tropes roges i el 14 de gener entrarien a Santa Coloma de Queralt, aleshores anomenat Segarra de Gaià, amb la Littorio al capdavant. Durant aquests dies les forces italianes van témer un atac amb armes químiques per part de l'exèrcit republicà, per això van preparar una resposta amb caretes antigàs i projectils tòxics per l'artilleria; finalment no s'acabaria fent servir per cap dels dos bàndols.
Entre el 15 i el 19 de gener els avenços pel CTV seran molt lents. Les condicions climatològiques adverses, la forta presència roja i la destrucció de les carreteres i ponts els dificulta l'avenç. El 20 el CTV formarà tres columnes amb l'objectiu de capturar Igualada, ciutat on s'havien acostat lentament, al ritme que marcaven els defensors. La ciutat cauria el 22, després d'un encerclament, que fins aleshores havia resistit tenaçment. En els dies següents el cos d'exèrcit italià acabaria d'arribar al riu Llobregat.
Pel litoral, després d'haver ocupat Tarragona, el cos d'exèrcit marroquí i la 5a Divisó de Navarra estaven encallats a la riba sud del riu Gaià, on els republicans s'havien fet forts. El 19 de gener, finalment els republicans farien figa i els nacionals començarien a creuar el Gaià capturant un tanc i un centenar d'homes, perdent només 18 homes. A partir d'aquest moment, amb més o menys velocitat, les ciutats anirien caient amb un degoteig de presoners republicans i patint nombroses baixes els dos bàndols. Entre els dies 19 i 21 s'ocuparien: el Vendrell, Calafell i Vilanova i la Geltrú. Durant tot l'atac hi va haver durs enfrontaments, i també era comú que es destruís infraestructura. Per exemple, a Vilanova i la Geltrú els republicans van destruir totalment la fàbrica Pirelli, on fins aleshores s'havien fabricat caretes antigàs. Fins al 23, avançant a bon ritme, acabarien capturant Vilafranca del Penedès, Sitges, Garraf i Sant Sadurní d'Anoia. En aquesta darrera localitat els revoltats van capturar 3 blindats, molt segurament tancs que s'estaven reparant o muntant a la Fàbrica Z, un dels tallers més importants de producció i reparació de blindats de Catalunya. Amb aquest avenç, els nacionals es van posicionar a les portes de Martorell mentre la resta de les forces acabaven d'arribar al Llobregat.

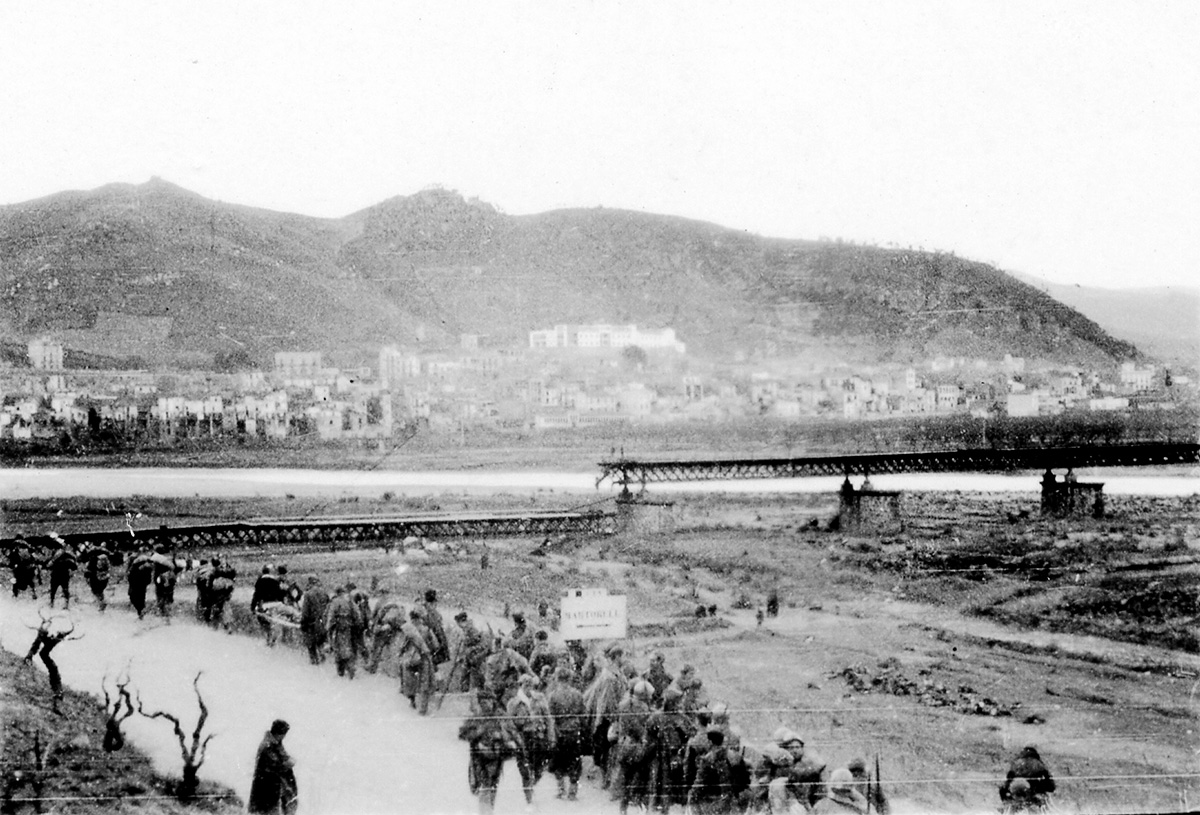
Tropes franquistes travessant Martorell el 26 de gener del 1939. Al fons es pot veure la ciutat i el pont del ferrocarril volat per les forces republicanes.

### Evacuació de Barcelona
Mentre al Llobregat es contenia l'avenç facciós, el 23 de gener de 1939, el president del govern de la República, Juan Negrín, va donar l'ordre d'evacuar Barcelona. A les 10 del matí es va ordenar la destrucció de tots els documents que no fossin essencials i la fugida de tot el personal governamental. Durant tot el dia es van cremar els arxius de la ciutat, enterbolint el cel, mentre la gent marxava: personalitats polítiques, científics, catalanistes, intel·lectuals... Durant tot el dia els comerços i indústries van tancar-se per decret de la Conselleria de Treball, que havia aparegut el dia abans, excepte les fàbriques d'armament i els serveis públics. A partir de la tarda començaria l'evacuació. Els primers ho van fer en un bibliobús dels Serveis de Cultura al Front organitzat pel conseller Carles Pi i Sunyer.
Durant tota la Guerra Civil espanyola els feixistes van destruir sistemàticament obres culturals contràries als seus ideals. Per protegir el patrimoni que hi havia a Catalunya, també es va prosseguir amb l'exili d'aquestes obres d'art. Fins i tot el polític Francesc Cambó, intentant evitar l'eliminació de les obres de la Renaixença i la Institució de les Lletres Catalanes, va enviar una carta a Carles Riba, aconsellant-li traslladar les obres més importants per evitar-ne la destrucció.
Amb la ciutat pràcticament buida, car la major part dels defensors es concentraven al voltant del nucli urbà, els avalots per aconseguir menjar als magatzems de racionament es van estendre per tota la capital. Aquestes escenes, que van succeir a bona part de les ciutats del Barcelonès, van tenir la màxima expressió a la capital, ja que en preparació per un possible setge a la ciutat, els dipòsits s'havien emplenat de provisions i van ser saquejats per la famèlica població abans de l'arribada dels franquistes. Pere Basté, membre del Consell dels Savis del Museu d'Història de Catalunya, aleshores voluntari de la Creu Roja, ja que era massa jove per poder anar al front, ho descrivia així:
| «            | El meu germà va dir anem cap allà [als magatzems]; i jo me'n recordo que vam agafar i anàvem carregats amb cigrons. Hi havia gent que es llençava de seguida als pots de llet i de tot. | » |
| — Pere Basté | |   |

### Ruptura del front a Martorell

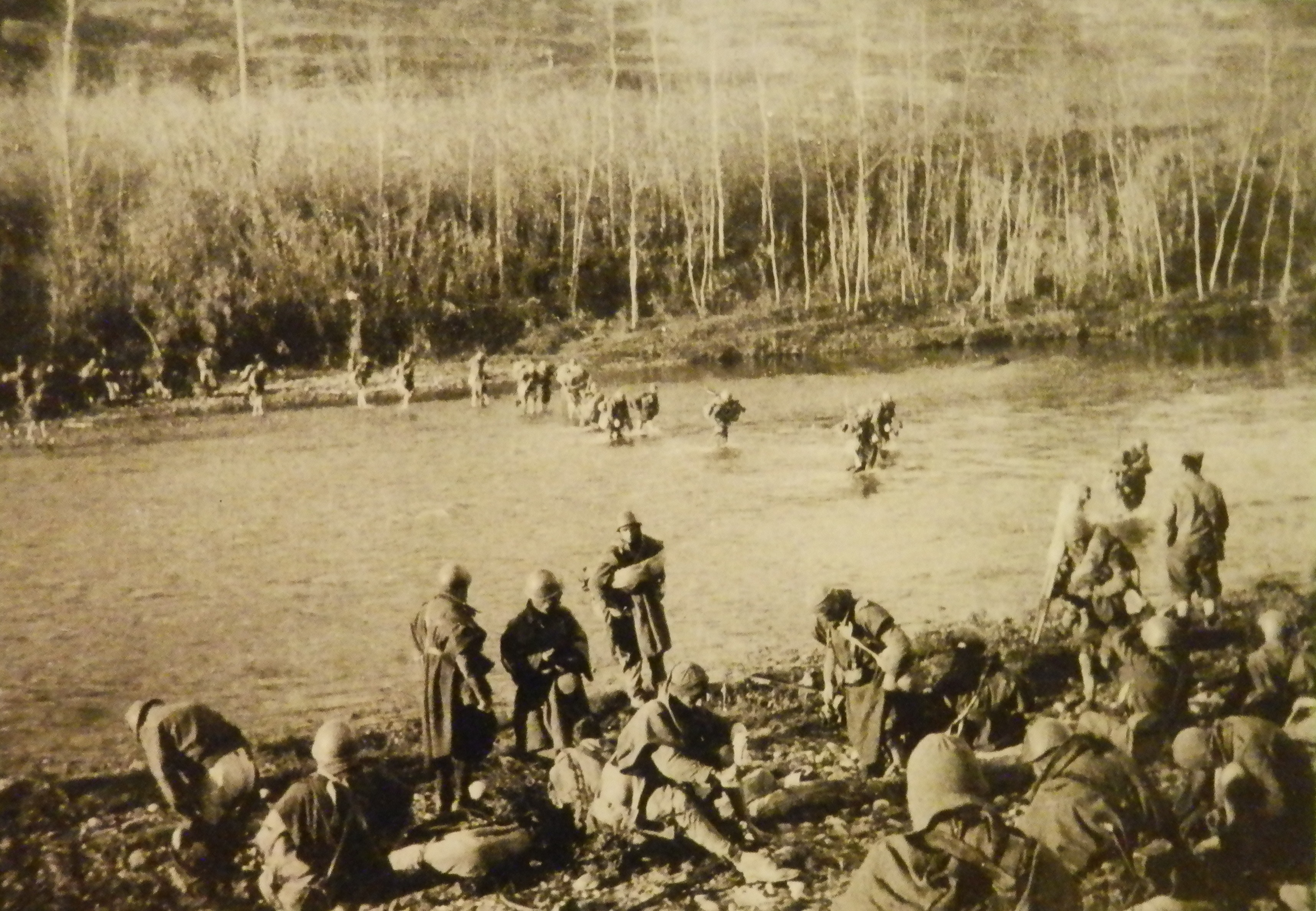
Infanteria del CTV creuant el Llobregat, el 24 de gener de 1939.

El front ara s'estenia seguint el curs del riu Llobregat. Una de les puntes de llança de l'exèrcit nacional estava formada per la 4a i 5a Divisió de Navarra, amb el suport d'una divisió italiana. Al davant tenien homes del V Cos d'Exèrcit republicà, comandat per Enrique Líster.
Aquestes dues unitats es van enfrontar a Martorell en una pugna pels ponts i passos sobre el riu. El dia 23 de gener de 1939, els nacionals s'havien posicionat vora la ciutat. Al migdia havien conquerit Gelida, col·locant-hi canons alemanys Flak 88, que podien servir per al tir antiaeri o com a artilleria convencional. Una mica més tard, a la tarda, la 4a Divisió va ocupar Sant Esteve Sesrovires. En un intent de debilitar la defensa, l'aviació franquista va bombardejar Martorell al migdia, provocant vint morts i la fugida de la població civil. Amb l'ajut del suport aeri, durant la tarda, la 5a Divisió va intentar atacar la ciutat, però l'artilleria republicana, emplaçada a Can Fluvià de les Illes va aconseguir retenir-los.
Els republicans, en un intent d'impossibilitar la continuïtat de l'atac, van ensorrar la majoria dels ponts però serviria de ben poc. L'endemà, dia 24 de gener de 1939, de bon matí, les divisions 4a i 5a finalment entraven a Martorell després de derrotar les restes de les divisions 11a, 45a i 46a, atrinxerades a la Costa Blanca, a l'altra banda del Pont del Diable. Simultàniament, pel nord, la Divisió Littorio ocupava Abrera. A la tarda, després d'un intens combat aeri entre les forces aèries d'ambdós bàndols, els franquistes trobarien un gual natural entre Martorell i Olesa de Montserrat i començarien a creuar en direcció a Ullastrell, que capturaria la 4a Divisió de Navarra cap al capvespre.
Amb la presa d'Ullastrell, el front del riu Llobregat havia estat superat per les forces nacionals i s'obria el camí cap a la presa de Barcelona.

## L'ocupació de Barcelona i el Vallès
Amb el front perforat per Martorell l'esperança que el Llobregat es convertís en el Manzanares de Catalunya es va esvair. El dia 24 de gener de 1939, Franco va ordenar una maniobra d'encerclament i assalt a la capital catalana.
Per capturar Barcelona els nacionals destinarien dos cossos d'exèrcit sencers, el marroquí i el navarrès, atacant pel litoral i pel nord respectivament. Una mica més al nord, també disposaran del suport del cos d'exèrcit italià; tots sense cap unitat a la reserva. A l'altre bàndol, Vicente Rojo plantejava una estratègia defensiva amb les restes de l'Exèrcit de l'Ebre i teoritzava sobre possibles atacs als flancs, totalment impossibles de realitzar.

### L'encerclament
A les 03.30 del dia 25, Vicente Rojo ordenava volar tots els ponts sobre el Llobregat i distribueix el XV cos d'exèrcit al sud. Els cossos V i XII, per contra, s'escampen pel Llobregat, preparant-se per realitzar un contraatac en cas que l'enemic trenqui el front pel sud, alhora que contenen el CTV.

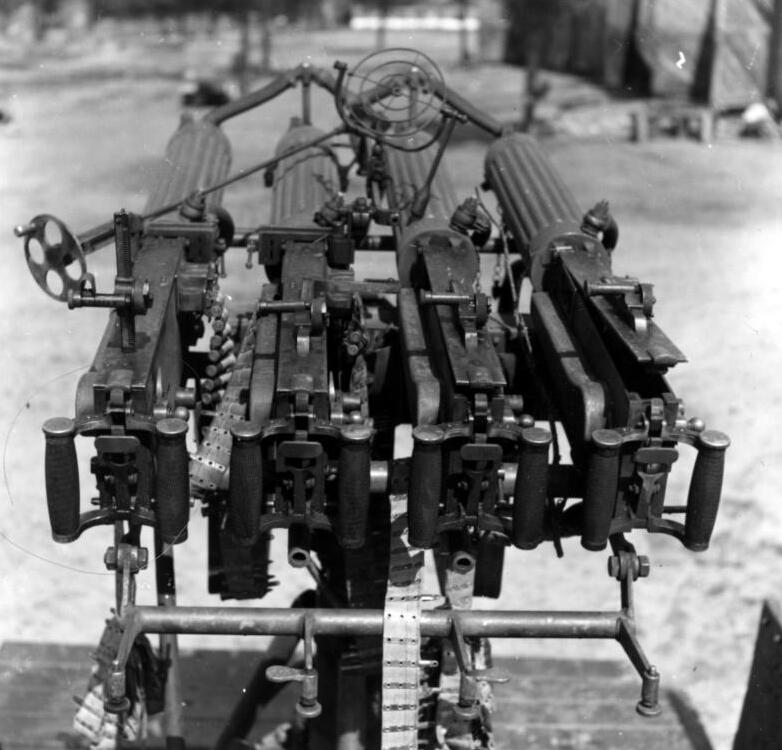
Un d'aquests muntatges antiaeris de 4 metralladores Maxim, operat per homes de la 51a Companyia Maxim, va abatre un Junkers Ju 87 alemany sobre Molins de Rei.

Els soldats republicans però, fallaran en la destrucció de múltiples ponts i infraestructura, ja sigui per manca d'explosius, per les presses o per sabotatge. Diversos ponts quedaran transitables, només quedant mig destruïts. Especialment els ponts que van quedar intactes van ser els de Cervelló, on l'aviació Legió Còndor aconseguirà impedir la voladura del pont del torrent fondo, i a Molins de Rei, on les càrregues fallaran i no aconseguiran fer cedir el pont de Carles III. Contra aquest darrer pont els alemanys també hi faran dos serveis amb bombarders de picat Junkers Ju 87. El primer dels atacs el duran a terme sense incidents però al segon els defensors, amb un muntatge de 4 metralladores PM M1910, aconseguiran ferir el pilot de l'Stuka a les dues cames, fent que s'estavelli violentament en territori nacional, i deixant els dos tripulants greument ferits.
Durant el matí, el cos d'exèrcit marroquí aconseguirà capturar Gavà i l'aeròdrom del Prat i els nacionals intentaran creuar pels ponts intactes i per diferents guals naturals durant tota la tarda. L'artilleria republicana del coronel Carles Botet i Vehí castigarà amb bombardeigs els moviments de tropes des de Molins de Rei, Sant Feliu de Llobregat, Sant Just Desvern, Esplugues de Llobregat i Montjuïc. Alhora la Legió Còndor realitzarà foc de contrabateria amb els seus canons Flak 88 des de Montbaig. Durant el dia continuaran avançant i capturaran Sant Feliu de Llobregat i Sant Just Desvern, però majoritàriament consolidaran els caps de pont que han aconseguit crear.
Simultàniament pel nord, durant el dia 25, les tropes del CTV des d'Ullastrell tindran més èxit i aprofundiran el cap de pont que havien capturat el dia abans. Les divisions Frecce Verdi i Frecce Azzurre avançaran pel nord, la Littorio pel centre i la Frecce Nere pel sud. Entre totes aconseguiran arribar a les portes de Terrassa el vespre d'aquell mateix dia. Amb aquesta maniobra aconseguiran separar el 5è cos d'exèrcit republicà de la resta dels encarregats de la defensa de Barcelona, desballestant qualsevol possibilitat de defensar amb condicions la ciutat i permetent-ne l'encerclament. Alhora, avançant pel mateix cap de pont, la 4a divisió de Navarra, avançarà i ocuparà Rubí, permetent que els dos cossos d'exèrcit, l'italià i el navarrès, puguin unir-se en l'avenç cap a Barcelona.
La divisió Littorio però, que havia de completar l'encerclament a la capital catalana, anirà massa lenta i no tancar el setge, deixant una via de fugida.

#### Bombardeigs i combats aeris
L'apropament de les forces nacionals a la capital va fer que els bombardeigs contra Barcelona, que ja eren habituals des de l'inici de l'ofensiva, s'intensifiquessin, originant-se l'onada de bombardejos més gran de tota la guerra. L'objectiu era evitar l'arribada de més vaixells amb reforços. Tot i que hi havia un setge naval, un submarí nacional vigilava vora la desembocadura del Llobregat, alguns vaixells s'havien aconseguit escolar des de València, descarregant uns quants soldats.

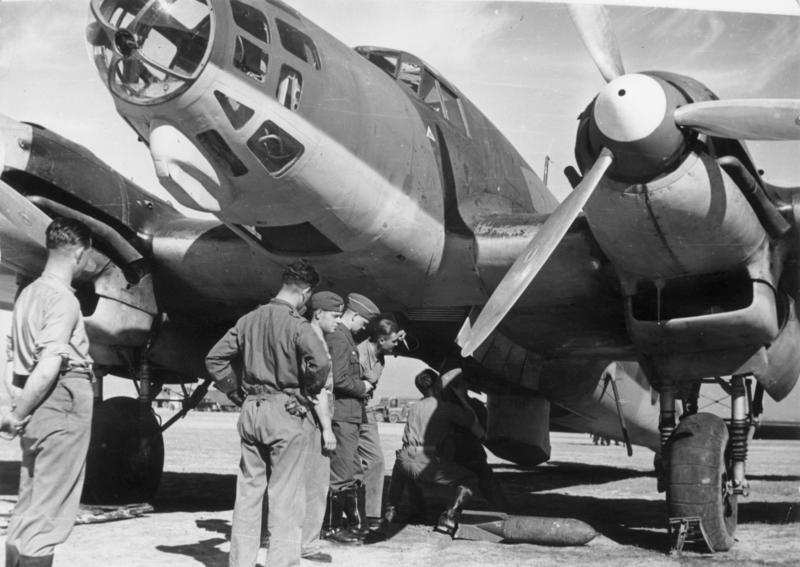
Els principals artífexs dels darrers bombardeigs contra Barcelona serien els Heinkel He 111 alemanys, que abocarien 370.000 kg de bombes en només 4 dies.

En aquesta campanya aèria no només hi participarien els avions italians de Mallorca, sinó que també atacarien els avions de l'aviació hispana i la Legió Còndor. El 21 de gener de 1939 els nacionals enviaren 34 bombarders Heinkel He-111, amb la seva escorta, i tres Junkers Ju-87B. Els republicans en aquell moment tenien patrullant a 8 Polikàrpov I-15 de la 4a esquadrilla de l'aeròdrom de Montmeló-Montornès. De casualitat hi havia volant també 13 Polikàrpov I-16, que havien rellevat feia poc. Veient l'eixam enemic, els Xatos, demanen reforços i els Mosques que havien rellevat tornen juntament amb 8 Xatos més de la primera esquadrilla de Cardedeu. Els 29 caces republicans s'abraonen sobre els bombarders nacionals que ataquen amb duresa el port. Durant aquest combat, de vora 100 avions, el pilot Francisco Alférez Jiménez amb el seu Xato CA-029 es col·locarà a la cua d'un Stuka mentre fa un picat, atacant un vaixell, i, després d'una persecució, l'abatrà, deixant-lo inutilitzat a la platja de Coma-ruga en l'únic enfrontament entre Stukes i caces republicans. Els republicans, per la seva banda perdran 2 pilots, un de Xatos i un de Mosques. Però els republicans també proven de contraatacar aquell mateix dia: 3 bombarders Katiuska sense escorta i fent missions d'alt risc s'encarregaven de bombardejar al Vendrell. Durant la ràtzia, un és abatut per foc antiaeri, i dos dels seus tripulants es moren.
L'endemà, els alemanys tornaran a escometre contra el port, amb 36 avions repartits en 5 onades successives. De nit també realitzaran dos bombardejos, maniobra que no havien fet mai abans. De dia també s'hi sumaran 5 Savoia S-79 italians i de nit també atacaran Heinkel He-59 estacionats a les Balears. El matí del dia 22 els nacionals abaten el Xato CA-122, que havia sortit a enfrontar-los, i cau incendiat al mar.
El dia 23 el martelleig prosseguirà amb 37 bombarders He-111 distribuïts en sis ràtzies als quals s'hi ajuntaran quinze S-79 de l'aviació legionària peninsular i de les Balears. De nit, sis Heinkel tornen a bombardejar tocant la bateria antiaèria i els reflectors emplaçats a Montjuïc. El 24 continuaran els bombardejos amb trenta He-111 de dia i sis de nit alhora que els italians col·laboren amb deu Fiat Br-20 de dia, i de nit amb tres Savoia S-81. Un dels avions alemanys, que no estaven habituats als raids nocturns, s'estavellarà a Arenys i a causa d'això se suspendran les operacions nocturnes.
Finalment, el 25 atacaran el port 6 avions alemanys i tres S-79 italians. Durant aquests atacs, un Vickers de 105 mm del turó de la Rovira tocarà un altre He-111 al morro, matant l'observador i ferint el pilot, que haurà de fer un aterratge d'emergència al Prat. En total, durant els 4 dies de bombardeig, pràcticament ininterromput, es van llançar 370.000 kg de bombes, que van afectar majoritàriament el port, el qual van deixar totalment destruït enfonsant gairebé 30 vaixells.
El 24 i 25, també hi haurà forts enfrontaments aeris sobre l'aeròdrom de la Garriga. El 24, avions alemanys Messerschmitt que escortaven uns bombarders es van despenjar i van atacar l'aeròdrom, els avions republicans van sortir a repel·lir-los i es va iniciar un important combat que acabaria sense baixes. El matí de l'endemà però, hi hauria un enfrontament encara més gran. Xatos i Mosques s'envolen per metrallar i bombardejar les forces nacionals que es preparen per a l'assalt a Barcelona. Durant tot el matí estaran ocupats i, cap al migdia, els republicans veuen un gran desplegament de caces italians i alemanys sobre el front i hi entaulen un breu combat, que no anirà a més. Tot i que a les 13.30 ja fan una primera passada, a les 15.45 un grup més nombrós de Fiat, de la 24a esquadrilla del grup La Cucaracha, s'aventura cap a l'aeròdrom, amb la voluntat de metrallar el camp. Els Mosques de guàrdia i, a mesura que tornen del front, més republicans se sumen a un combat aeri cada cop més important. El combat va durar gairebé una hora amb més de 100 aparells a l'aire. Finalment els italians es van retirar, per manca de municions i combustible, però havent abatut 3 aparells republicans i havent-ne perdut un dels seus. Seria l'últim gran enfrontament aeri entre nacionals i republicans.

### L'entrada a Barcelona
La nit del 25 al 26, amb l'ordre de captura de Barcelona donada, els soldats franquistes, emparats en la fosca, travessaran el Llobregat per múltiples punts. Per l'oest, i de nit, unitats del cos d'exèrcit de Navarra arribaran a ocupar Vallvidrera, el Tibidabo i la muntanya de Collserola. En paral·lel al litoral, el cos d'exèrcit marroquí arribaran fins a les portes de Barcelona. Entre el cos d'exèrcit navarrès i el mar però, no hi ha ningú, la columna motoritzada de la Littorio encara no ha arribat. El setge no s'ha completat però s'iniciarà l'entrada a la ciutat igualment.
De bon matí, la 4a de Navarra avança fins al turó de la Rovira, capturant les peces antiaèries que havien defensat la ciutat durant els bombardeigs. La 12a, de costat amb la 4a, s'ha enfrontat amb tropes republicanes, patint 9 baixes i fent 700 presoners. La Divisió 5 del cos navarrès arribarà a col·locar-se entre Balmes i l'avinguda Diagonal, patint 12 baixes però capturant 900 presoners i dos tancs soviètics.
A les 07.15, tropes de la Legió Espanyola del cos d'exèrcit marroquí impediran, després d'un breu combat, la destrucció d'un pont a Esplugues de Llobregat en direcció Barcelona, patint 5 morts però matant 10 soldats republicans. Lluís Martí Bielsa, guàrdia d'assalt encarregat de cobrir la voladura del pont d'Esplugues, ho descrivia així:
| «                    | El nostre servei era protegir amb els enginyers que estaven fent preparatius per volar: carreteres, ponts... tot lo que pogués evitar o retardar l'avenç de l'enemic. I en aquest cas em van enviar a Esplugues de Llobregat on estaven preparant els enginyers per fer volar el pont. Vam quedar en terra de ningú els enginyers i nosaltres. Estaven a cinquanta metres de nosaltres, i l'oficial que manava la nostra secció diu: «nois, ens tenim de rendir presoners perquè ja estem ocupats». Jo no podia quedar-me presoner, vaig veure que encara estaven intentant emplaçar la metralladora, vaig fotre quatre gambades […] i corrents tot el dia avall fins a arribar jo a casa meva. | » |
| — Lluís Martí Bielsa | |   |

Posteriorment els legionaris continuarien avançant fins a arribar a Barcelona, entrant per Sants i acampant a Provença. A dos quarts d'una, la 105a divisió marroquina ocuparà tot Montjuïc i alliberaran més de 1.000 presoners del Castell. Durant el migdia les tropes franquistes continuaran avançant cap al centre de Barcelona. A les dues del migdia arribaran a la ronda de Sant Pere i dues hores més tard s'ocuparan l'Ajuntament i la Generalitat. A les 15.30, finalment, un destacament motoritzat del CTV aconseguirà arribar des del nord per la carretera de la Rabassada i anirà fins a les Glòries. Durant la tarda, la resta de les tropes en retirada de la 42a i 43a divisions s'aturaran havent travessat el Besòs reagrupant-se amb la 3a divisió, que estava en reserva. Sense tropes republicanes a la ciutat, l'endemà els franquistes s'hi acabarien d'assentar i establirien el lloc de comandament a la plaça de Sant Jaume, al Palau de la Diputació, Barcelona havia caigut a mans franquistes.

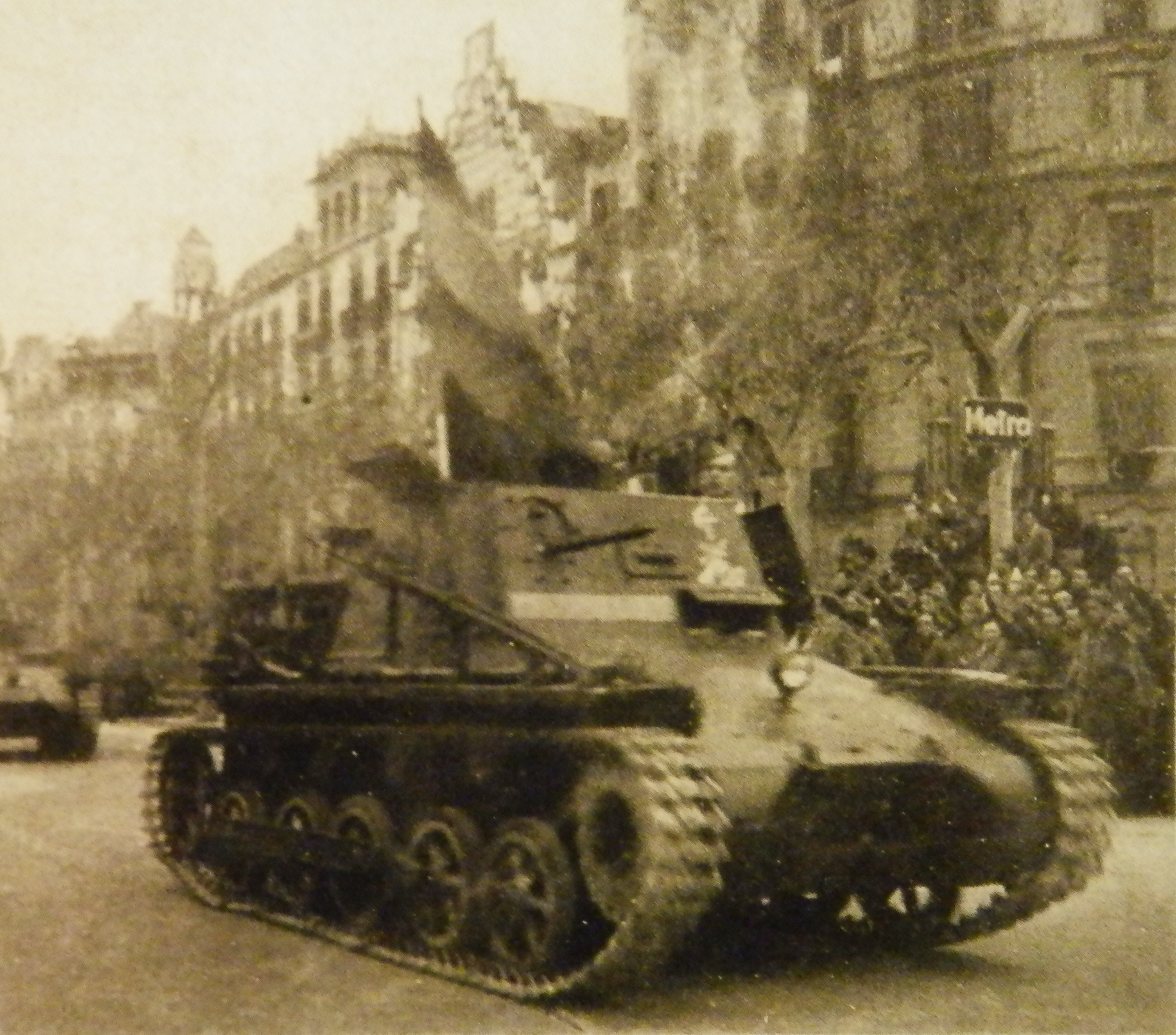
Un SdKfz 265 Panzerbefehlswagen desfila per l'illa de la Discòrdia després de la caiguda de Barcelona.

Les tropes sublevades van ser rebudes de forma desigual a la ciutat. A alguns llocs la gent, veient que no hi ha enfrontaments dins la ciutat, sortirà a rebre els ocupants amb alegria, esperant que així s'acabin els bombardeigs aeris i la fam. En altres llocs, per contra, la gent es quedarà tancada a casa seva. Els franquistes de seguida tornaran a subministrar electricitat a la ciutat i els telèfons es tornaran a posar en funcionament. En els dies següents també es reactivaran molt ràpidament els cinemes, com a eina propagandística per transmetre normalitat, i el transport públic. També amb finalitats propagandístiques s'organitzarien diferents misses de campanya. Simultàniament, la Delegación del Estado para la Recuperación de Documentos, o DERD, va iniciar una campanya d'escorcolls i confiscació de documentació. Entre el 28 de gener i el 7 de juny del 1939 es van registrar 1.399 escorcolls a empreses, institucions i seus d'organitzacions. A partir d'aquests escorcolls començaria la repressió; l'aparell judicial franquista va crear 4.000 expedients urgents d'antecedents individuals.
La presa de Barcelona va ser una gran victòria pels nacionals que va tenir un fort ressò internacional. El comte Ciano, ministre d'Afers exteriors del Regne d'Itàlia i gendre de Mussolini, escriuria que el Duce estava profundament emocionat. Per la seva banda, Hitler envià un telegrama a Franco, felicitant-lo per l'èxit assolit per les tropes sota el seu comandament.
Organitzacions com el PSAN, i diferents historiadors afirmen que Francisco Franco va voler esperar uns dies per ocupar la ciutat de Barcelona i fer-la coincidir amb dues dates que, històricament, havien separat Catalunya d'Espanya. La primera efemèride amb què coincideix és la batalla de Montjuïc de 1641. I el segon esdeveniment coincident amb data, que també suposà un trencament de Catalunya amb Espanya, fou l'annexió de Catalunya a França durant la Guerra del Francès (1808-1814).

## Fins a la frontera
Després de la presa de Barcelona, la defensa republicana, totalment delmada i amb la moral destruïda, aniria reculant protegint les corrues de civils que anaven cap a l'exili. L'1 de febrer de 1939, el GERO només disposava de 4 cossos d'exèrcit (el X, XVIII, V i XV, de nord a sud) amb 10 divisions.

Girona cauria el dia 4 de febrer, després de duríssims bombardejos, i el dia 10 els exèrcits franquistes arribaven a la frontera franco-espanyola.

## Operacions navals

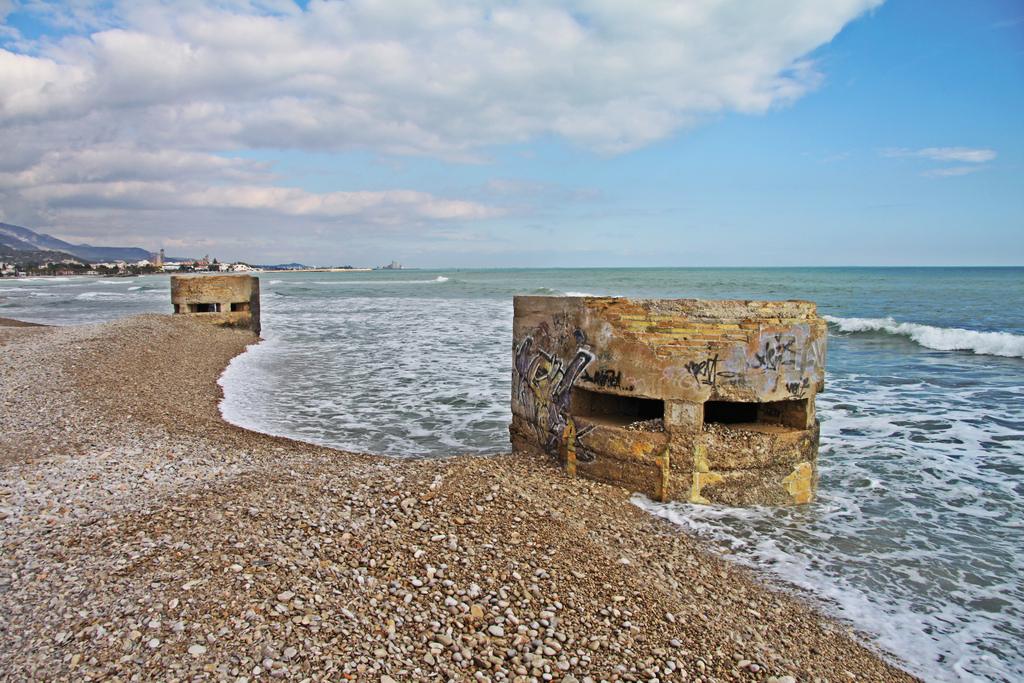
Búnquers de la platja de l'Estanyet, vora Alcanar, que serien ocupats per terra com la resta del Front de Mar, sense poder presentar combat.

Tot i que mai no es van arribar a dur a terme, l'alt comandament franquista va planejar diversos desembarcaments a la costa catalana. Aquest temor, que ja es covava des de molt abans, havia provocat que es fortifiqués densament el litoral català amb un entremat de 450 búnquers i 30 bateries d'artilleria anomenat Front de Mar.
El primer pla, anomenat 'Proyecto de Instrucción de Operaciones 9', hagués embarcat quatre batallons (~3.000 soldats) a una quarantena de barques de pesca civils requisades a la zona de Sant Carles de la Ràpita i Vinaròs. Les barques serien arrossegades, superant el Delta de l'Ebre, fins a la desembocadura del riu de Llastres, on desembarcarien amb el suport de creuers i destructors que bombardejarien les defenses costaneres.
Poc abans de l'inici de l'operació l'espionatge republicà va descobrir els preparatius i, en resposta, el submarí C4 es va posicionar entre Tortosa i el delta de l'Ebre i el 14 de gener de 1939 la flota republicana també iniciaria una operació per intentar aturar l'atac i, alhora, transportar reforços cap a Catalunya des de València.
Amb l'efecte sorpresa desaparegut, i el ràpid avenç per terra, el comandament franquista va desestimar l'operació. Més tard, el 26 de gener, amb el govern republicà a Figueres es va fer un altre pla de desembarcament partint de Palamós per atacar a la platja de Llançà o a la platja del Golfet, a Calella de Palafrugell. Amb tots els preparatius a punt, el 5 de febrer de 1939, l'operació es va tornar a desestimar, ja que, altre cop, l'exèrcit terrestre franquista se'ls va avançar, capturant Figueres el 8 de febrer.

## Conseqüències
L'exèrcit republicà a Catalunya, el govern i una gran part de la població inicien la retirada. L'ocupació de Catalunya va representar un cop mortal per a la República, que només disposava ja de la zona central i que veia com els problemes polítics s'agreujaven encara més. Azaña dimitia com a president de la República el dia 28 de febrer de 1939, i Negrín i els comunistes confiaven encara en una internacionalització del conflicte.
A partir del mes de febrer de 1939 es va iniciar per a Catalunya una nova etapa de la seva història, en la qual hauria de fer front a la més sistemàtica de les ofensives per posar fi a la seva personalitat nacional. Hi va haver una ruptura històrica, en primer lloc, per l'exili massiu de la població (polítics, intel·lectuals i sectors socials diversos), calculat en mig milió. Per als qui romangueren al país les noves autoritats van imposar ja durant el mes d'abril un nou sistema institucional. A Catalunya es van omplir les presons i els camps de concentració del suspecte de desafecció al nou règim. Tots els partits polítics i sindicats de classe foren proscrits i perseguits, la llengua i la cultura catalanes, prohibides públicament, arreu s'imposava una dura reacció social.
| «                                                               | Pero la entrada de nuestras gloriosas armas en territorio catalan plantea el problema estrictamente administrativo, de deducir las consecuencias practicas de aquella abrogacion. Importa por consiguiente restablecer un regimen de derecho público que de acuerdo con el principio de unidad de la patria devuelva a aquellas provincias el honor de ser gobernadas en pie de igualdad con sus hermanas del resto de España. | » |
| — Boletín Oficial del Estado, Burgos, 8 d'abril de 1938, nº 534 | |   |

### Audiovisual
- Jordi Regàs; Mireia Pigrau. Barcelona any 39. Arriba Franco Arxivat 2015-04-02 a Wayback Machine. [Vídeo documental]. Catalunya: Televisió de Catalunya SA, 2014. 40 minuts. DVD. [Consulta: 07/03/2015]
- Carles Blanco. Zona Roja. La guerra civil a Catalunya [Vídeo documental]: Retirada. Catalunya: Televisió de Catalunya SA, 2005. 50 minuts. DVD.
- Torres, Santiago; Vallès, Ramon. Els oblidats de la batalla Arxivat 2016-03-03 a Wayback Machine. [Vídeo documental]. Catalunya: Televisió de Catalunya SA, 2009. 30 minuts. DVD. [Consulta: 21/04/2015]